# Трамвай серії 71-619
КТМ-19 (71-619 відповідно до Єдиної нумерації вагонів) — серія російських високопідлогових двовізкових (двовісні візки) трамвайних вагонів. Призначений для перевезення пасажирів як в одиничному режимі, так і в складі поїзда з двох або трьох вагонів по системі багатьох одиниць, керованих машиністом з головного вагона.
Вагон був спроєктований і вперше випущений в 1999 році Усть-Катавським вагонобудівним заводом імені С. М. Кірова (УКВЗ). Серійні модифікації 71-619КТ і 71-619А (71-619А-01 був випущений в 1 екземплярі). Станом на грудень 2012 року, УКВЗ зняв з виробництва трамваї цієї моделі через відсутність замовлень.
Трамвай 71-619 використовується в багатьох містах Росії, а також у країнах СНД. В Україні 10 трамваїв цієї моделі були придбані Харковом за каденції Михайла Добкіна міським головою. На даний час вагони не експлуатуються.

## Історія створення
У 1993 році Усть-Катавський вагонобудівний завод підписав чотиристоронній контракт УКВЗ — «Динамо» — «Siemens» — «Duewag» на розробку та складання двох комплектів електрообладнання та механічного обладнання для створення нової моделі трамвая. «Siemens» постачала комплект обладнання з тиристорно-імпульсною системою керування і кондиціонером, компанія «Duewag» постачала візки з двоступінчастим підресором «Мега», завод «Динамо» — тягові електродвигуни та деякі елементи електроприводу, УКВЗ — кузов вагона, механічне обладнання салону та кабіни водія, редуктори для ходових візків. Кузов вагона побудований на рамі раніше створеного серійного вагона 71-608КМ.
Вагони цього проекту отримали серійну модель 71-616 і були вперше презентовані в 1995 році, а потім у 1996 році в Москві. Але через високу ціну багато міст втратили інтерес до проекту. Зважаючи на серйозні зауваження щодо кузова та електрообладнання, вагони не були допущені до експлуатації.
У 1999 році на основі російсько-німецького проекту було побудовано два нові вагони з російських комплектуючих, їм був присвоєний модельний номер 71-619, і один з них був відправлений до міста Челябінськ, а один до Москви, але з- через низьку надійність російської тиристорно-імпульсної системи керування вагони так і не надійшли в серію. Пізніше було розроблено вагон 71-619К з РКСУ, який і пішов у серійне виробництво.

### 71-616
Перші два прототипи даної серії, вагони 71-616 з бортовими номерами 5000 і 5001. Згодом вагон 5000 був переобладнаний та відправлений на навчально-курсовий комбінат ГУП «Мосміськтранс» як навчальна платформа. Вагон 5001 був розібраний, а 2010 року кузов був використаний для створення ще одного навчального вагона. При цьому Тиристорно-імпульсна система керування була замінена на Реостатно-контакторну систему керування.

### КТМА

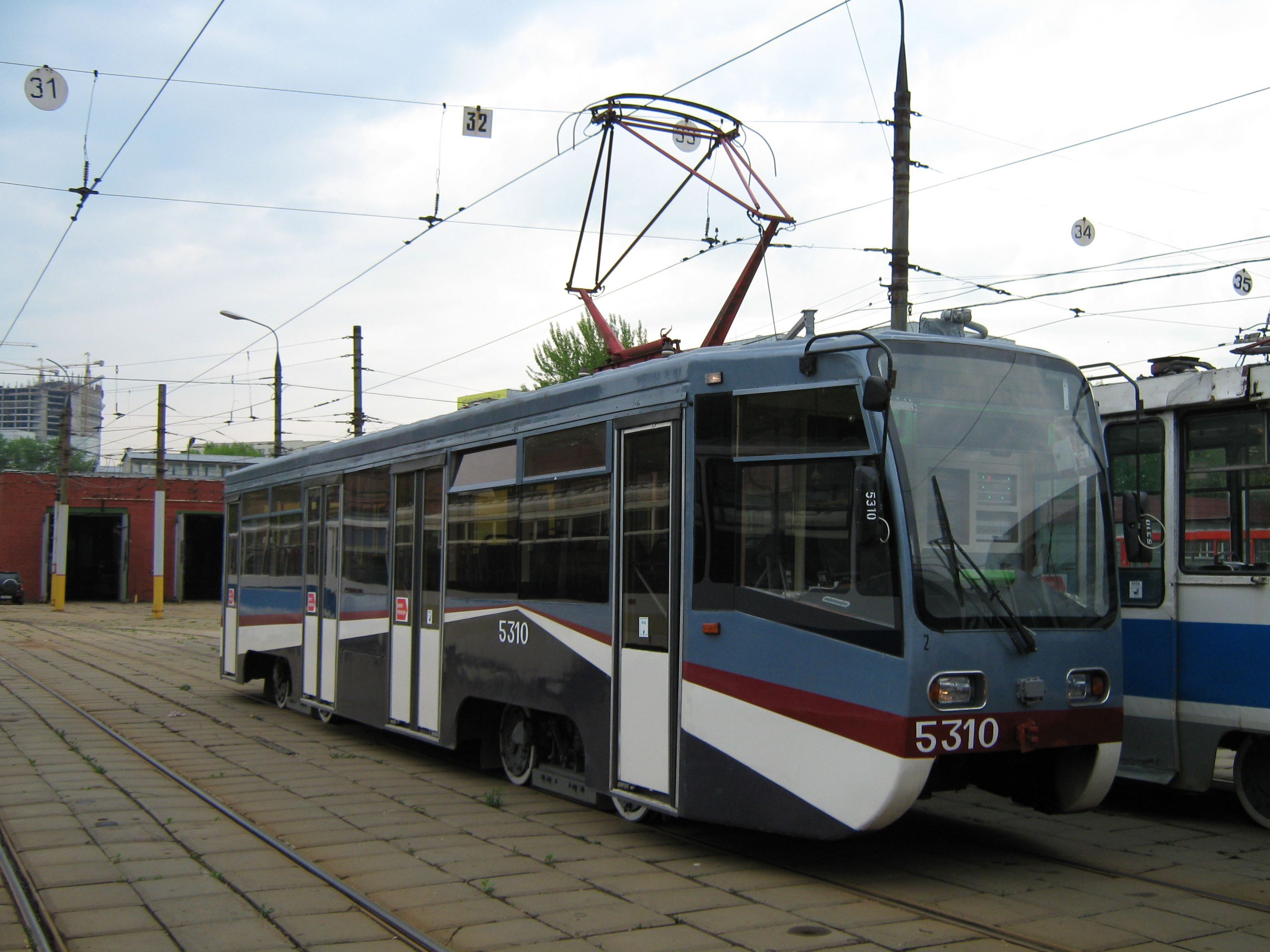
Вагон типу КТМА

Вагон 71-619 надійшов до трамвайного депо імені Н. Е. Баумана, де отримав бортовий номер 2220, потім передано в депо імені І. В. Русакова, де отримав бортовий номер 0003. Через часті поломки вагон також був відсторонений від експлуатації і на початку 2005 року відправлений на Тушинський машинобудівний завод. Потім, у лютому 2008 року, він був відправлений на Трамвайно-ремонтний завод, де на вагоні встановили обладнання фірми «ЕПРО» з асинхронними електродвигунами. Вагон отримав нову модельну назву — «КТМА» і нове забарвлення і знову вступив у дію з бортовим номером 0503 у трамвайному депо імені І. В. Русакова. У січні 2009 року був перенумерований в 5310 і закріплений на 36 маршруті. Потім його передали до трамвайного депо імені М. В. Баумана, де отримав номер 2200.

## Конструкція

### Відмінність від попередніх моделей
У вагоні 71-619 застосовано низку удосконалень порівняно з попередньою моделлю 71-608. До основних відмінностей відносяться вдосконалений пульт керування вагоном, використання системи діагностики з можливістю виведення інформації на інтерфейс ЕОМ, використання дверей шарнірно-поворотного (планетарного) типу (у модифікації для міста Челябінська — прислонно-зсувного типу), застосування стекол кабіни водія, що обігріваються.

### Кузов

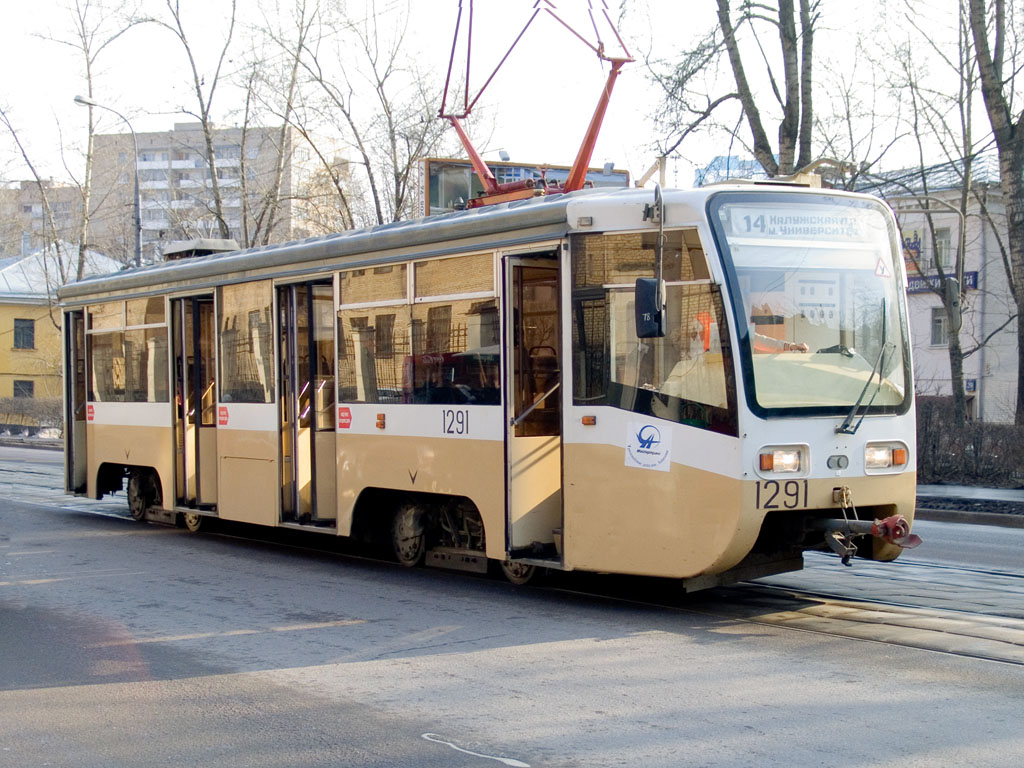
Вигляд трамвая спереду праворуч з відчиненими дверима

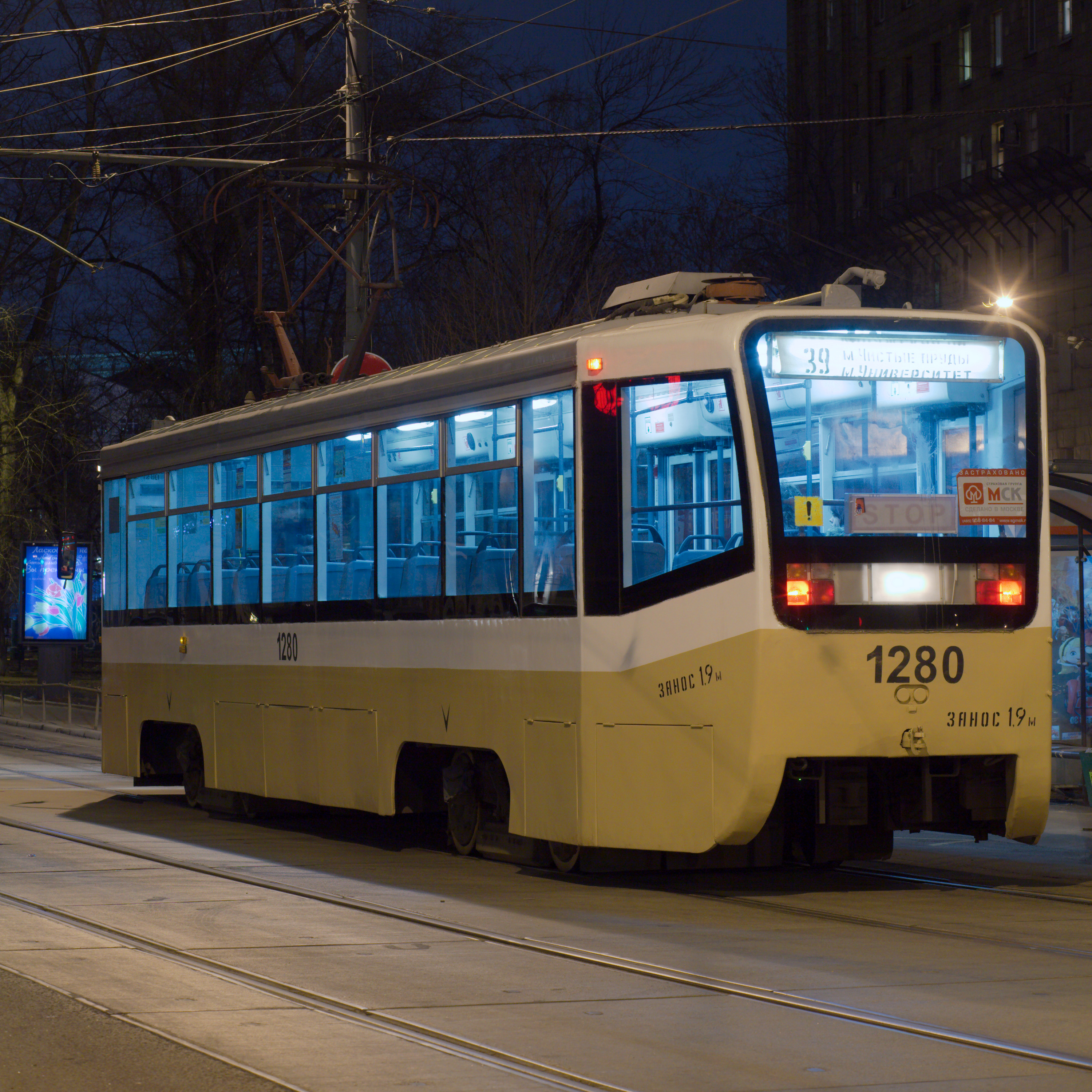
Вигляд трамвая ззаду зліва

Вагон має металевий зварний кузов рамного типу із звуженнями у передній та задній частині.
Рама кузова цільнозварної конструкції, зібрана із сталевих профілів. У раму вварені дві поперечні шкворневі балки коробчатого перерізу з встановленими на них опорами п'ятників. За допомогою цих опор кузов спирається на візки. При проходженні кривих ділянок колії візки можуть повертатися на кут до 15° щодо поздовжньої осі кузова. До рами приварені підніжки з нержавіючої сталі, а на консольних частинах рами - кронштейни для встановлення зчіпних приладів. Конструкція рами дозволяє піднімати кузов із усім обладнанням чотирма домкратами.
Передня та задня стінка кузова мають гладку вигнуту опуклу форму, близьку до вертикальної, і по ширині дещо його основної частини. На рівні нижче за лобове скло трамвай має дві напівовально-прямокутні фари. Задня стінка трамвая має заднє салонне скло, нижче його рівня встановлено спеціальне скло з чотирма світлосигнальними лампами з кожного боку по краях, які розташовані у формі квадрата відносно один одного: вгорі — помаранчеві поворотні по краях і білі заднього ходу ближче до центру; внизу - помаранчеві хвостові габаритні по краях і червоні гальмівні ближче до центру.
Бічні стінки трамваю гладкі та вертикальні, у передній та задній частині трамвая мають вигини із звуженнями. Вагон з правого боку має 4 дверні отвори для входу та виходу пасажирів з поворотними автоматичними дверима: по одному вузькому з одностулковими дверима в передній і задній частині і по два широкі з двостулковими дверима в середині трамвая. З лівого боку трамваю двері відсутні. Кожному широкому дверному отвору праворуч відповідає розташоване навпроти нього широке вікно, а вузькому дверному отвору - більш вузьке. Зліва бічна стінка в зоні широкої частини кузова має 9 вікон (з них 7 широких, а переднє і заднє - вузьке), праворуч - по два широкі вікна між одностулковими і двостулковими дверима і про одне широке між двостулковими. Всі широкі вікна мають кватирки. У зоні звужень бічних стінок спереду та ззаду трамвая також є по одному вікну, в передній частині простір між ними займає кабіна керування.

### Інтер'єр

#### Кабіна управління
Кабіна машиніста відокремлена від пасажирського салону перегородкою зі зсувними дверима. У кабіні розташовані всі основні органи керування вагоном, елементи сигналізації, а також контрольні прилади та електричні запобіжники. У модифікації 71-619А прилади контролю та сигналізації замінені рідкокристалічним дисплеєм. На відміну від попередніх моделей, в модифікації 71-619 основні плавкі запобіжники були замінені на автоматичний вимикач типу автоматичних вимикачів типу АЗС. Кабіна обладнана обігрівається склом, природною і примусовою вентиляцією, а також обігрівом. Управління вагоном здійснюється за допомогою контролера.

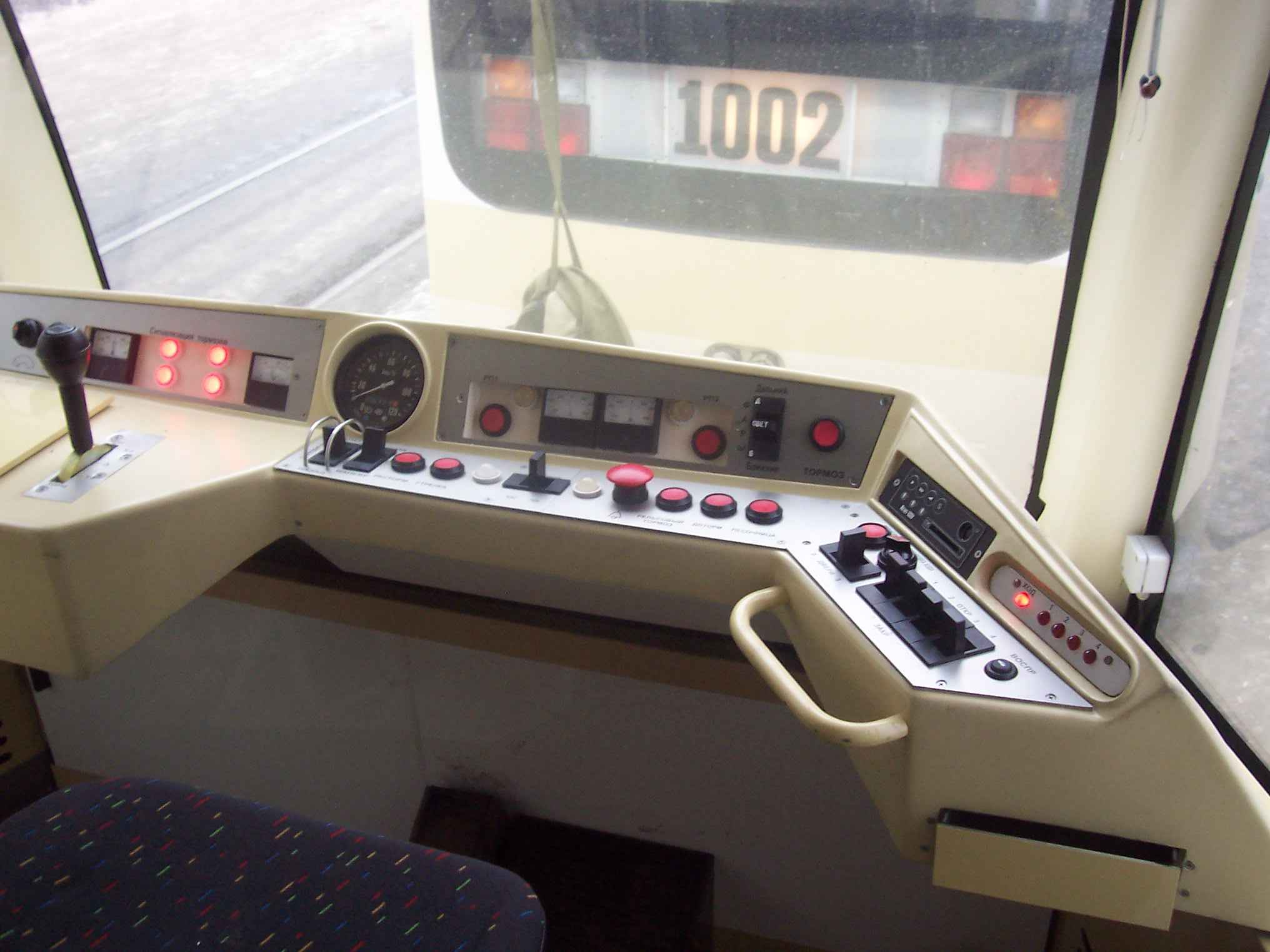
Пульт керування вагона 71-619КТ
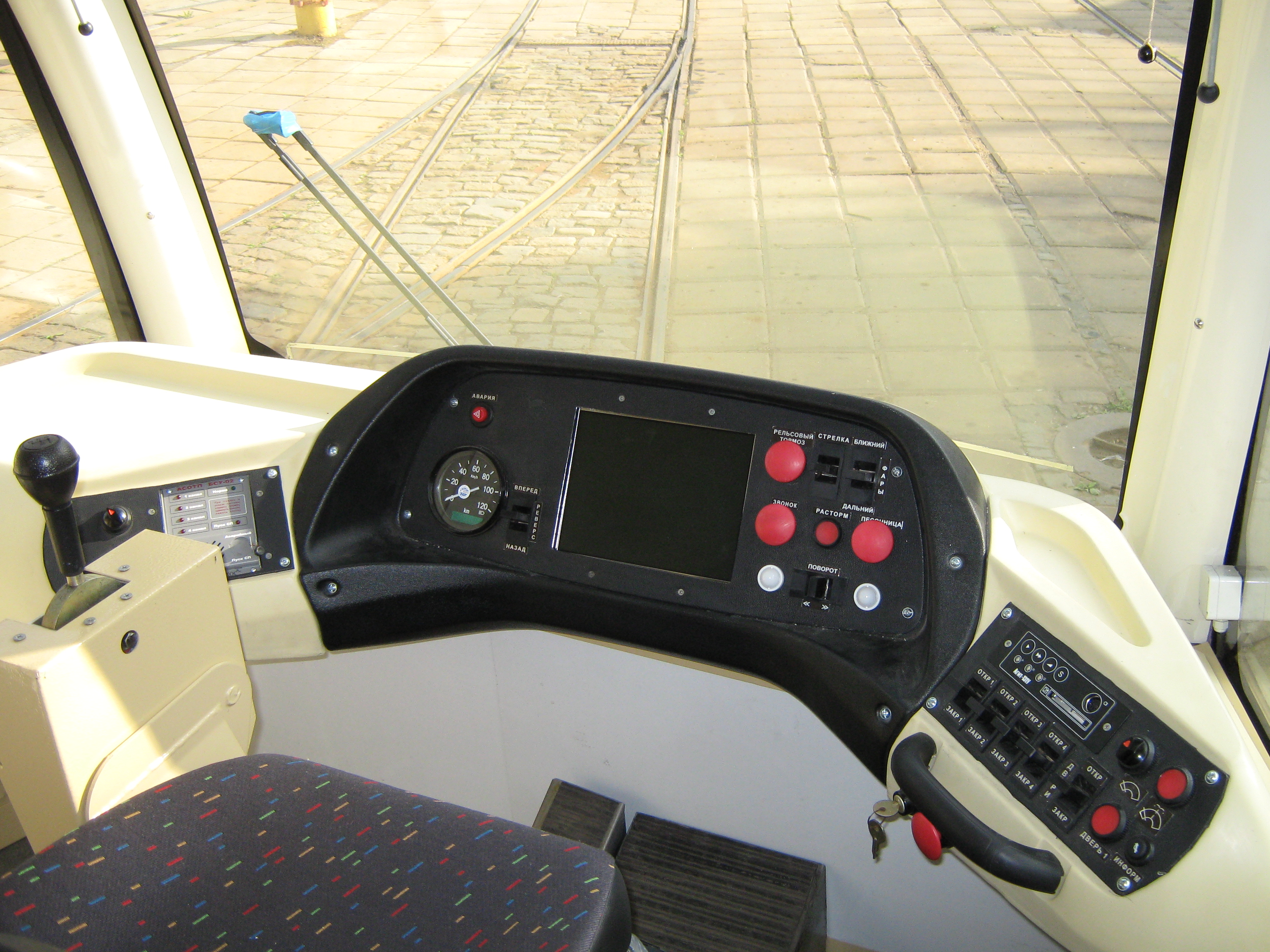
Пульт керування вагона 71-619А

#### Пасажирський салон
Салон має гарну природну освітленість завдяки великим вікнам. У нічний час салон висвітлюється двома рядами люмінесцентних ламп (нині в процесі технічного обслуговування замінюються світлодіодними світильниками). Вентиляція салону природна, за допомогою кватирок і примусова (на вагонах 71-619КТ і 71-619А), за допомогою електричної системи вентиляції, що включається з кабіни водія.
У вагоні використовуються пластикові сидіння з м'якою оббивкою, встановлені під час руху вагона. З лівого боку встановлений один ряд сидінь, з правого — два ряди. Сидіння кріпляться на металевих кронштейнах, прикріплених до підлоги та борту кузова. Знизу сидінь є електропечі для обігріву салону. Загальна кількість сидінь у салоні — 30 сидінь.
У салоні є чотири двері в комбінації 1-2-2-1, ширина одностулкових дверей у світлі - 890 мм, двостулкових - 1390 мм.

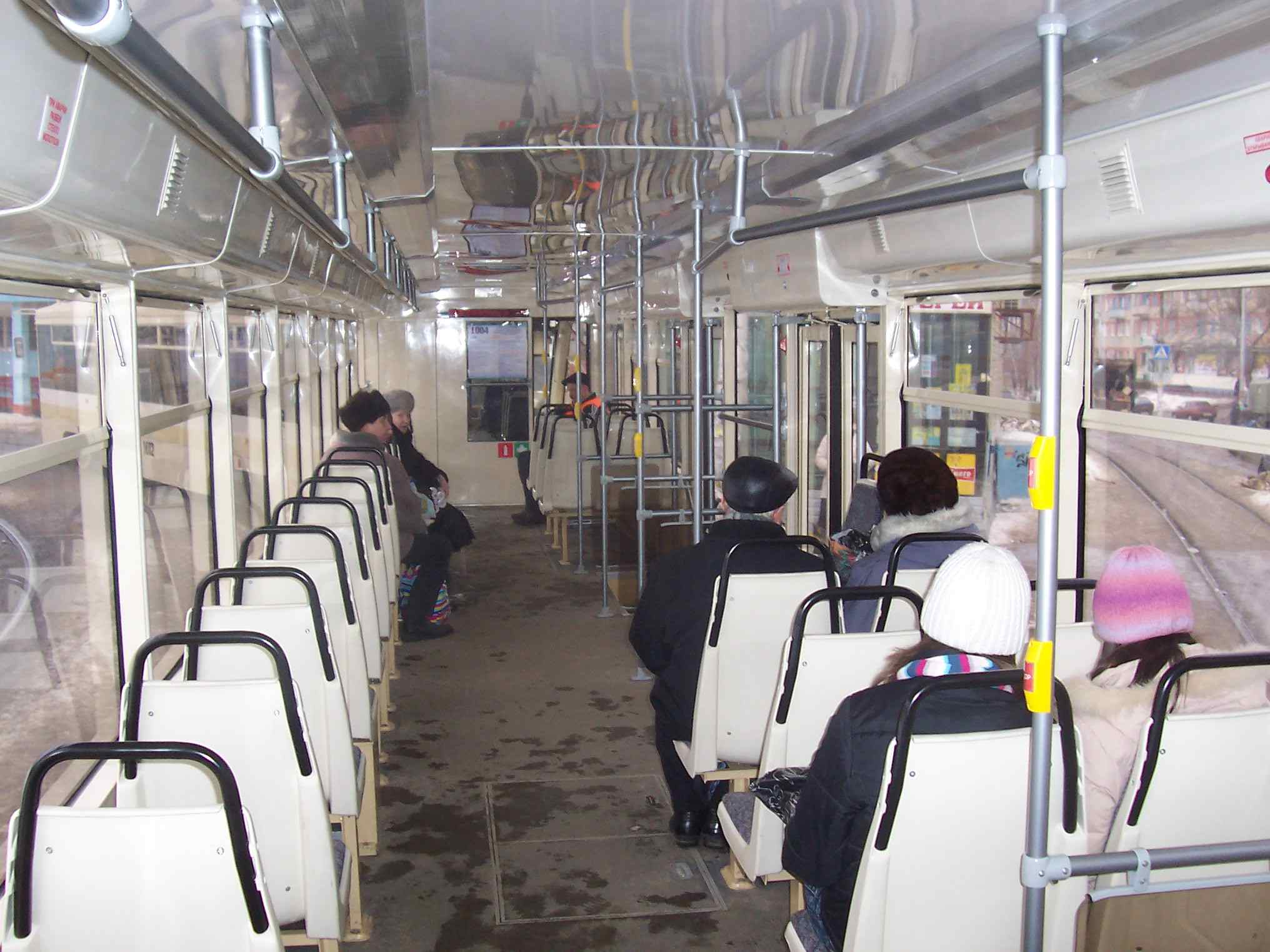
Салон вагона 71-619, вид вперед
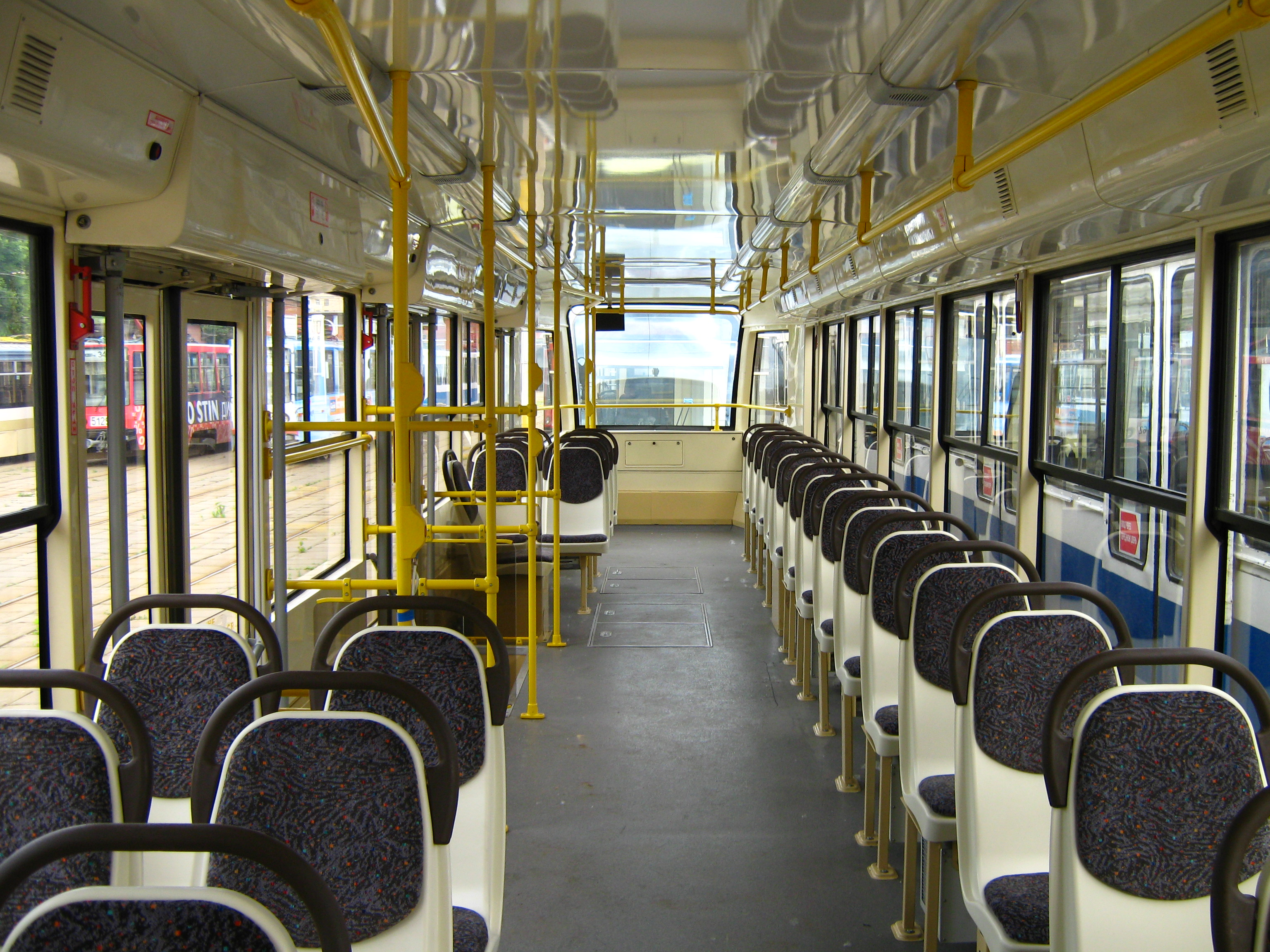
Салон вагона 71-619А, вид назад

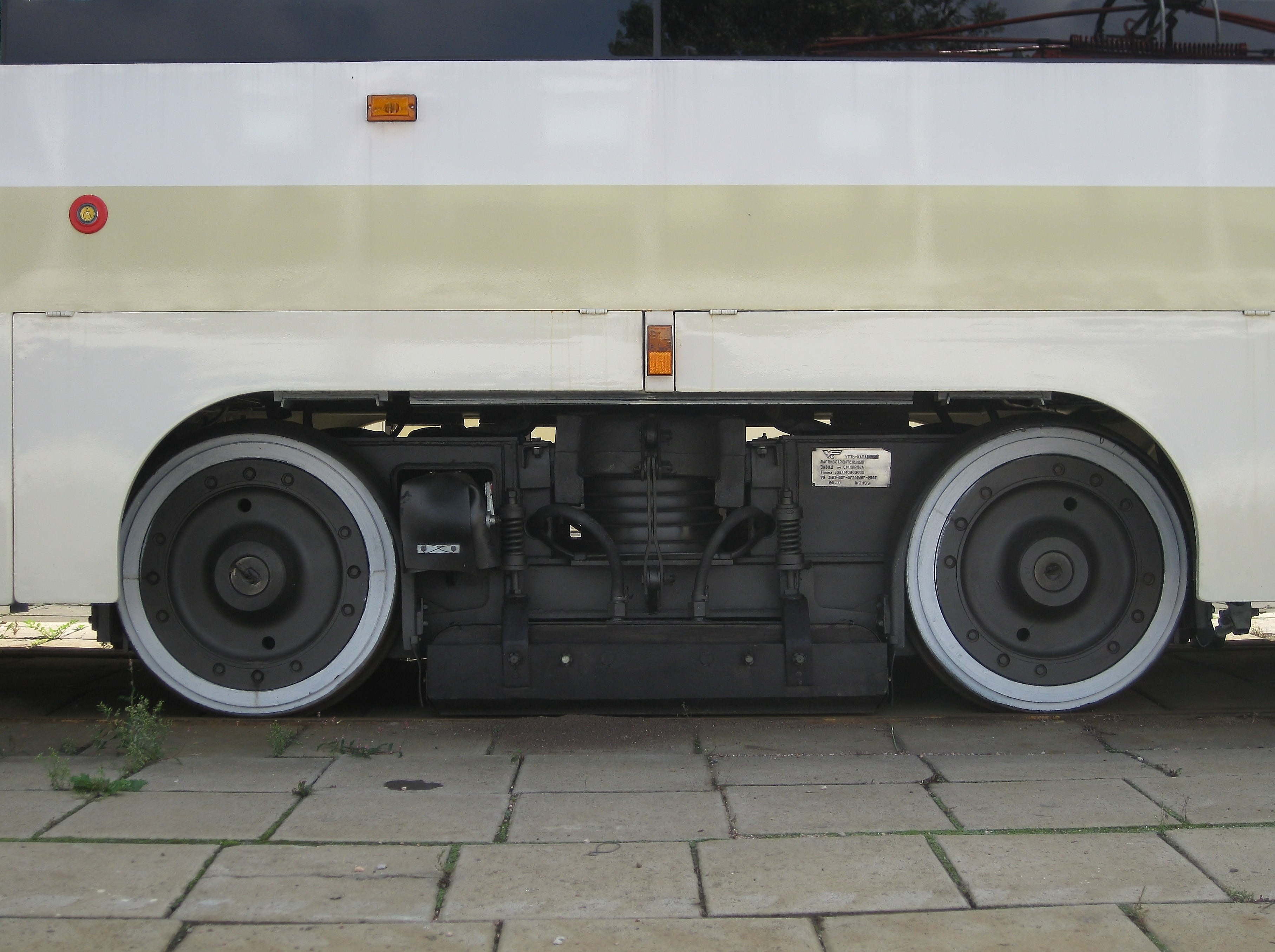
Візок 608AM, вид збоку

### Візки
На вагонах використовуються два візки серії 608КМ.09.00.000 (у 71-619А 608А.09.00.000) безрамної конструкції з одноступеневим підресором. Візок складається з двох тягових одноступінчастих редукторів, з'єднаних між собою поздовжніми балками, на які встановлюються балки кріплення Тяговий електродвигун. Передача обертання від двигуна до редуктора здійснюється за допомогою карданної передачі карданного валу. Комплект центрального підвішування складається з двох амортизаційних пакетів, які встановлюються на поздовжні балки, кожен пакет складається з двох металевих пружин і шести гумових кілець. На амортизаційні пакети встановлюється шкворнева балка, що кріпиться до кузова вагона. Для пом'якшення поздовжніх навантажень шкворнева балка фіксується із двох сторін гумовими буферами. Для забезпечення м'якості ходу між тяговими редукторами і карданними валами встановлюються еластичні муфти, а між ступицями і ребордами колісних пар гумові амортизатори.
Станом на травень 2009 року, випуск візків такого типу було скорочено на користь нових візків 608АМ.09.00.000, що мають два ступені підресорювання . Візок 608АМ.09.00.000 складається із зварної рами, що встановлюється на колісні пари через осьові ресори. Комплект центрального підвішування аналогічний візкам 608КМ.09.00.000.

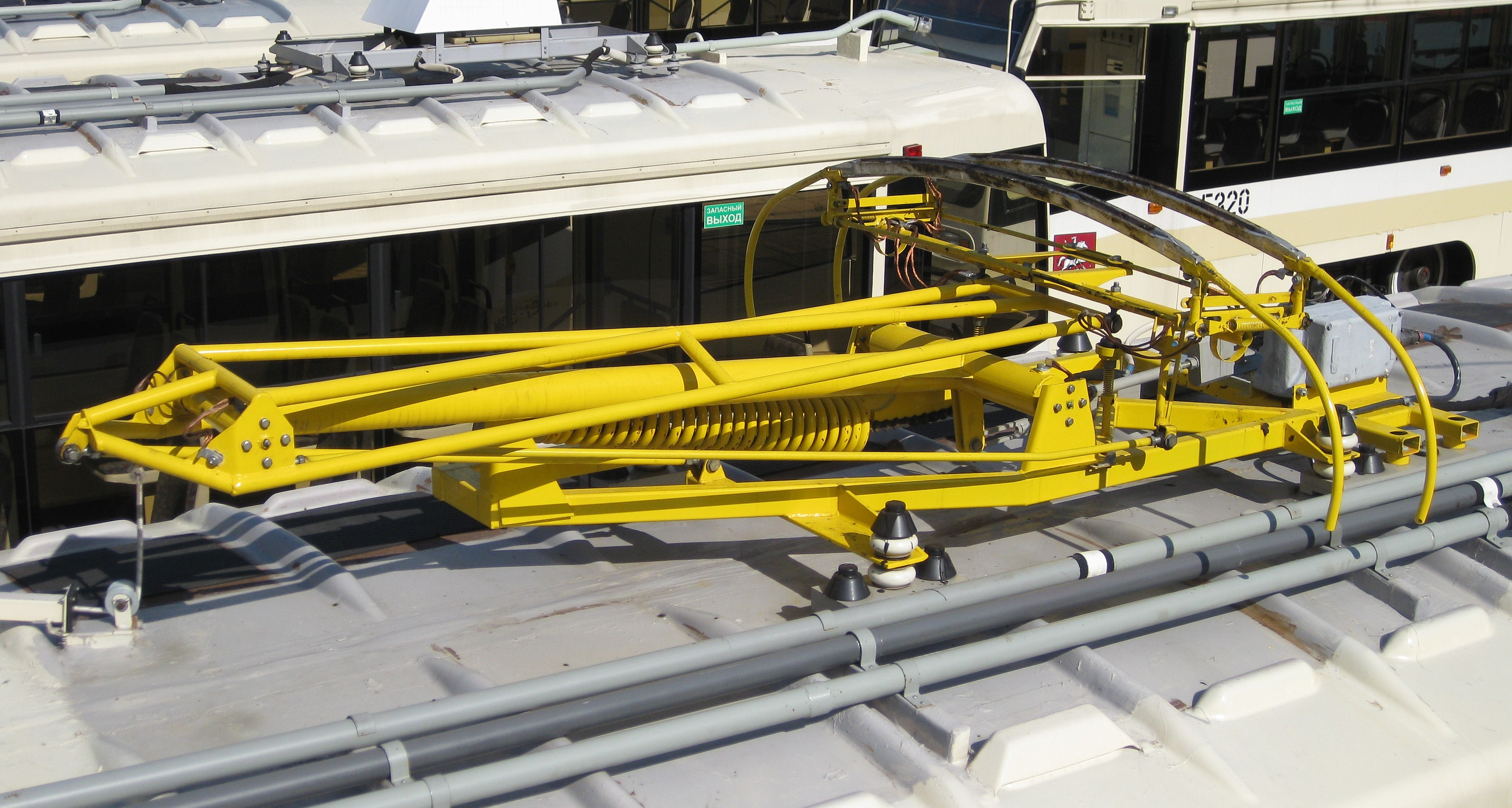
Напівпантограф

### Струмоприймач
Спочатку на вагонах використовувався струмоприймач пантографного типу (позначення в конструкторській документації — 606.29.00.000). Починаючи з середини 2006 року, заводом випускаються вагони, обладнані напівпантографом, який має дистанційний привід, керований з кабіни водія.
Наприкінці 2009 року УКВЗ розробив та випустив напівпантограф нового зразка, конструкцією схожий на «Lekov».
Цей новий напівантограф стоїть на останніх випущених вагонах 71-619А-01, 71-623.
Деякі вагони обладнані бугелем (в Вовчанський трамвай | Вовчанську), Новосибірський трамвай Новосибірську).

## Модифікації
На базі моделі 71-619 існують такі модифікації:
- 71-616 (КТМ-16) — комплект ТИСУ Siemens. Побудовано 2 вагони.
- 71-619 (КТМ-19ТІ) — комплект ТИСУ МРК-1 виробництва фірми «Кросна». У 1998-1999 роках побудовано по одному вагону для Москви і Москви Челябінськ. Вагон для Москви мав двостулкові перші та задні двері, пізніше їх замінили одностулковими (у 2008 році переобладнаний Трамвайно-ремонтним заводом у модель КТМА). Челябінський вагон обладнаний кондиціонером, не має кватирок.
- 71-619К (КТМ-19) — реостатно-контакторна система керування, вікна з кватирками, без кондиціонера. Будуються з 1999 року, випущено 192 вагони.
- 71-619КМ (К-01) (КТМ-19М) — досвідчений вагон із візками двоступінчастого підвішування типу «Меги». Електронне табло «BUSE», дерев'яні підвіконня. У 1999 році єдиний вагон відправлений до Казані. На вагоні випробували нове компонування салону та тонування вікон, які й пішли до серії. Від дерев'яного салону відмовились. Незабаром візки замінили на звичайні.
- 71-619КС (КТМ-19С) — 71-619К зі стажерською (двомісною) кабіною на замовлення Москви. Випущено 2 вагони у 2002 та 2003 році. На даний момент обидва вагони передано до Владивостока.
- 71-619КУ (К-02) (КТМ-19У) — 71-619К з візками для колії 1435 мм. Побудовано 17 вагонів на замовлення Ростова-на-Дону.
- 71-619КТ (КТМ-19Т) — контакторно-транзисторна система керування виробництва фірми "Канопус". Будувалися з 1999 року, випущено 413 вагонів.
- 71-619КТМ (КТ-01) (КТМ-19ТМ) — 71-619КТ із візками типу «Меги». Випущено 3 вагони з 1999 року для Іжевськ а, Нижньокамськ а і Санкт-Петербург а (переданий в Волзький)).
- 71-619КТУ (КТ-02) (КТМ-19ТУ) — 71-619КТ з візками колії 1435 мм. Побудовано 2 вагони на замовлення Ростова-на-Дону.
- 71-619А (КТМ-19А) — Обладнаний асинхронним тяговим приводом. Збудовано 214 вагонів.
- 71-619А-01 (КТМ-19АМ) — На відміну від вагона 71-619А комплектуються візками 608АМ.09.00.000, кілька вагонів обладнано тяговими двигунами АТМ225М4У2. Побудовано 74 вагони.
- 71-621 (КТМ-21) — укорочений варіант 71-619К.
- КТМА (71-619) — оснащений асинхронною системою виробництва фірми «ЕПРО». Зібрано 1 вагон на Трамвайному Ремонтному заводі в Москві з кузова 71-619 № 00002.

## Використання
Вагони 71-619 можна зустріти у багатьох пострадянських містах та інших близьких країнах:
| Країна     | Місто            | Експлуатуюча організація   | Кількість (всіх моделей)                                                                         |
| Росія      | Ангарськ         | Ангарський трамвай         | 9 одиниць                                                                                        |
| Росія      | Бійськ           | Бійський трамвай           | 1 одиниця                                                                                        |
| Росія      | Владивосток      | Владивостоцький трамвай    | 10 одиниць                                                                                       |
| Росія      | Волзький         | Волзький трамвай           | 2 одиниці                                                                                        |
| Росія      | Волчанськ        | Волчанський трамвай        | 1 одиниця                                                                                        |
| Росія      | Златоуст         | Златоустівський трамвай    | 9 одиниць                                                                                        |
| Росія      | Іркутськ         | Іркутський трамвай         | 28 одиниць                                                                                       |
| Росія      | Кемерово         | Кемеровський трамвай       | 44 одиниці (1 згорів)                                                                            |
| Росія      | Коломна          | Коломенський трамвай       | 11 одиниць                                                                                       |
| Росія      | Краснодар        | Краснодарський трамвай     | 10 одиниць                                                                                       |
| Росія      | Красноярськ      | Красноярський трамвай      | 4 одиниці                                                                                        |
| Росія      | Курськ           | Курський трамвай           | 20 одиниць                                                                                       |
| Росія      | Липецьк          | Липецький трамвай          | 12 одиниць                                                                                       |
| Росія      | Магнітогорськ    | Магнітогорський трамвай    | 15 одиниць (2 згоріло, 1 розібраний на запчастини)                                               |
| Росія      | Москва           | Московський трамвай        | 127 одиниць пасажирських, 2 одиниці службових, 1 одиниця музей (не рахуючи передач в інші міста) |
| Росія      | Набережні Челни  | Трамвай Набережних Челнів  | 4 одиниці                                                                                        |
| Росія      | Нижньокамськ     | Нижньокамський трамвай     | 7 одиниць                                                                                        |
| Росія      | Нижній Новгород  | Нижньогородський трамвай   | 39 одиниць                                                                                       |
| Росія      | Новокузнецьк     | Новокузнецький трамвай     | 18 одиниць                                                                                       |
| Росія      | Новосибірськ     | Новосибірський трамвай     | 24 одиниці                                                                                       |
| Росія      | Новотроїцьк      | Новотроїцький трамвай      | 3 одиниці                                                                                        |
| Росія      | Новочеркаськ     | Новочеркаський трамвай     | 13 одиниць                                                                                       |
| Росія      | Омськ            | Омський трамвай            | 12 одиниць                                                                                       |
| Росія      | Перм             | Пермський трамвай          | 27 одиниць                                                                                       |
| Росія      | Прокоп'євськ     | Прокоп'євський трамвай     | 15 одиниць                                                                                       |
| Росія      | Ростов-на-Дону   | Трамвай Ростова-на-Дону    | 19 одиниць                                                                                       |
| Росія      | Салават          | Салаватський трамвай       | 2 одиниці                                                                                        |
| Росія      | Саратов          | Саратовський трамвай       | 22 одиниці (+2 згоріло)                                                                          |
| Росія      | Старий Оскол     | Старооскольський трамвай   | 15 одиниць                                                                                       |
| Росія      | Смоленськ        | Смоленський трамвай        | 20 одиниць                                                                                       |
| Росія      | Таганрог         | Таганрозький трамвай       | 15 одиниць                                                                                       |
| Росія      | Томськ           | Томський трамвай           | 24 одиниці                                                                                       |
| Росія      | Тула             | Тульський трамвай          | 75 одиниць (7 списано)                                                                           |
| Росія      | Улан-Уде         | Трамвай Улан-Уде           | 30 одиниць                                                                                       |
| Росія      | Ульяновськ       | Ульяновський трамвай       | 49 одиниць                                                                                       |
| Росія      | Усольє-Сибірське | Трамвай Усолля-Сибірського | 12 одиниць                                                                                       |
| Росія      | Уфа              | Уфимський трамвай          | 1 одиниця (+1 списана)                                                                           |
| Росія      | Челябінськ       | Челябінський трамвай       | 9 одиниць (1 поломаний)                                                                          |
| Росія      | Череповець       | Череповецький трамвай      | 10 одиниць                                                                                       |
| Росія      | Ярославль        | Ярославський трамвай       | 56 одиниць                                                                                       |
| Казахстан  | Павлодар         | Павлодарський трамвай      | 1 одиниця                                                                                        |
| Узбекистан | Ташкент          | Ташкентський трамвай       | 30 одиниць (3 згоріли)                                                                           |
| Україна    | Харків           | Харківський трамвай        | 10 одиниць (не експлуатуються)                                                                   |

## Пригоди при експлуатації вагонів
4 травня 2009 року, в результаті підпалу, в Москві повністю згорів вагон № 2105, що належав трамвайному депо імені Н. Е. Баумана.
19 лютого 2011 року в Магнітогорську згорів вагон. затягнуло під колеса. У кабіні сталося коротке замикання та, потім, займання. Склопластик спалахнув за лічені секунди, вагон вигорів вщент. Жертв вдалося уникнути.
27 березня 2011 року, через залом напівпантографа, на вулиці Менжинського в Москві згорів трамвай 71-619КТ № 2111, що прямував за маршрутом № 17.
2 червня 2012 року в Пермі біля вагона 71-619КТ №082 (нині 279), за попередньою версією, відмовили гальма та заклинило струмоприймач, внаслідок чого він протаранив автобус та кілька автомобілів. Після тарана вагона позашляховиком зійшов з рейок, зробив розворот на 270 градусів і зупинився поперек дороги. У вагоні пасажирів не було.
1 листопада 2012 року в Москві згорів вагон.
31 січня 2014 року в московському трамвайному депо імені Русакова через несправність обігрівача згорів.
3 серпня 2015 у Харкові вагон 71-619КТ потрапив у лобове зіткнення з вагоном Tatra T3SU. 
23 липня 2018 року в Курську біля трамвая (подарований місту з Москви) під час підйому на вул. Червоний Жовтень почав скочуватися з гірки. В результаті трамвайний вагон на високій швидкості зіткнувся з трамваєм. Вагон 71-619 зазнав значних пошкоджень, а вагон Татра був повністю розбитий. Водія другого трамваю було доставлено до лікарні з переломом ноги.
15 березня 2019 року в Саратові згорів вагон через коротке замикання по мережі між пантографом та вв-1, вв-2.
14 листопада 2020 року в Саратові згорів вагон через несправність обігрівача.
16 січня 2021 року у Магнітогорську на віялі депо № 3 згорів через грубе порушення водіями-перегонниками інструкцій по роботі. Через деякий час полум'я перекинулося на поряд № 2135. Обидва вагони згоріли вщент.

## Галерея

### Україна

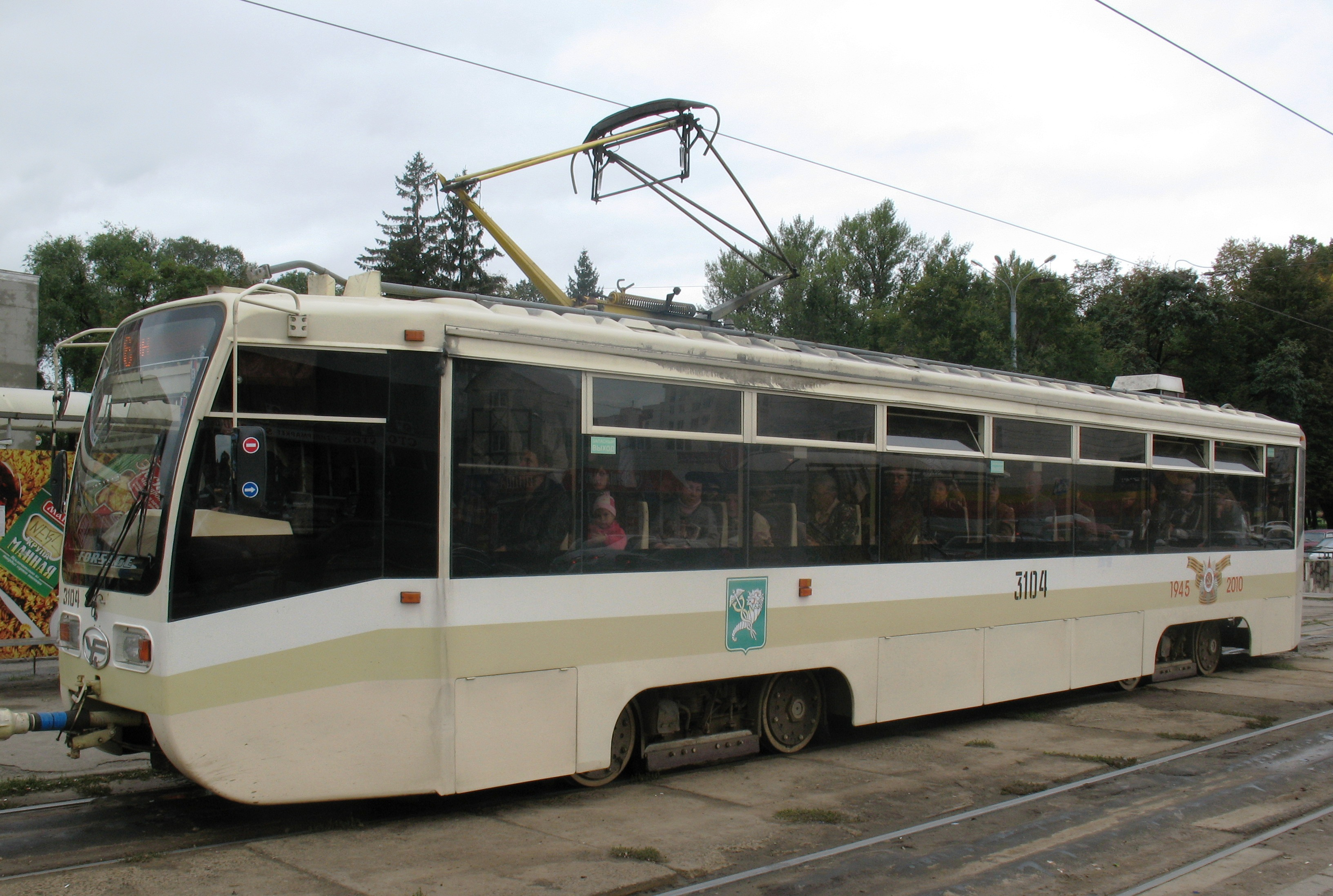
71-619КТ в Харкові
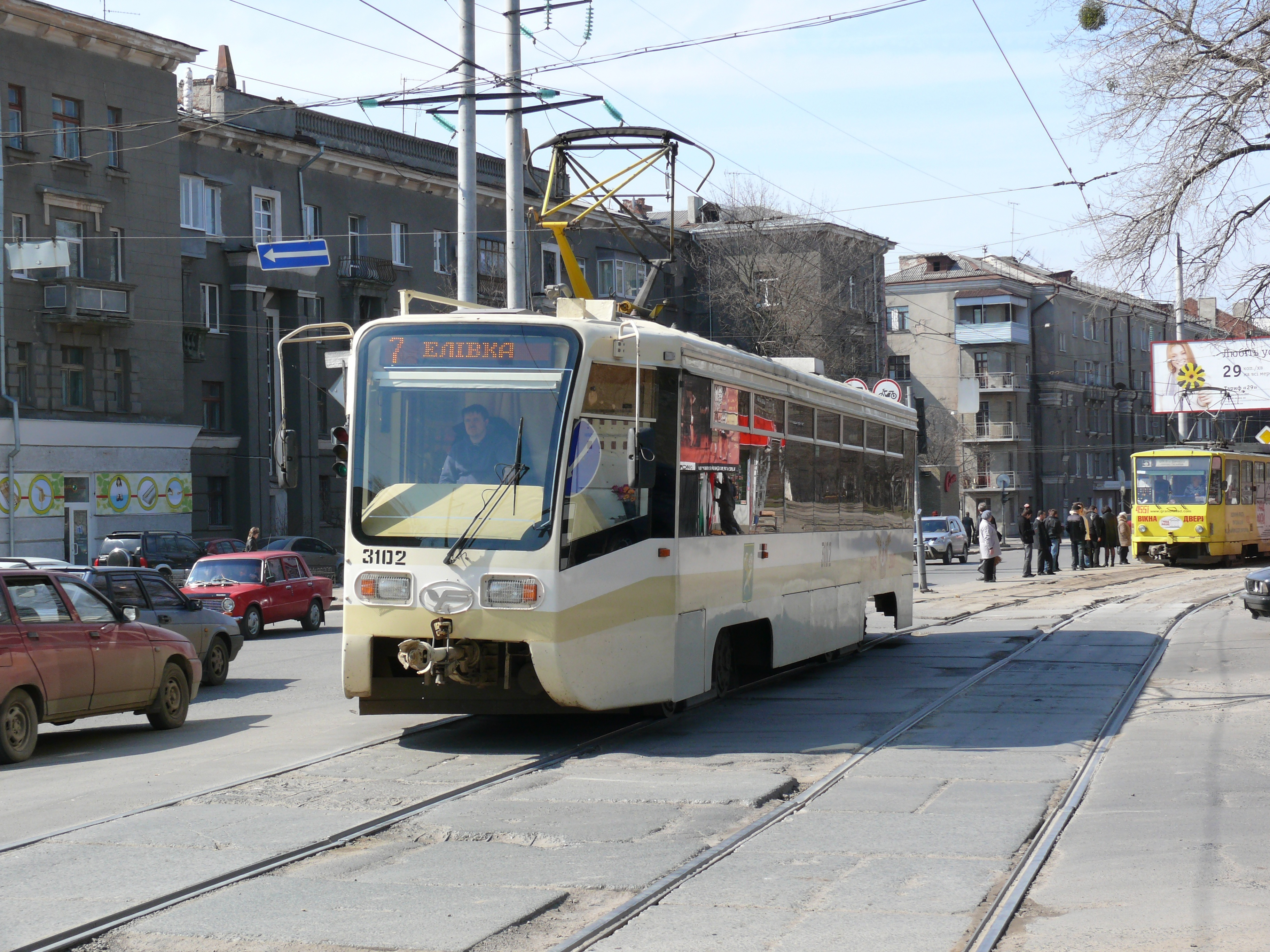
71-619КТ в Харкові
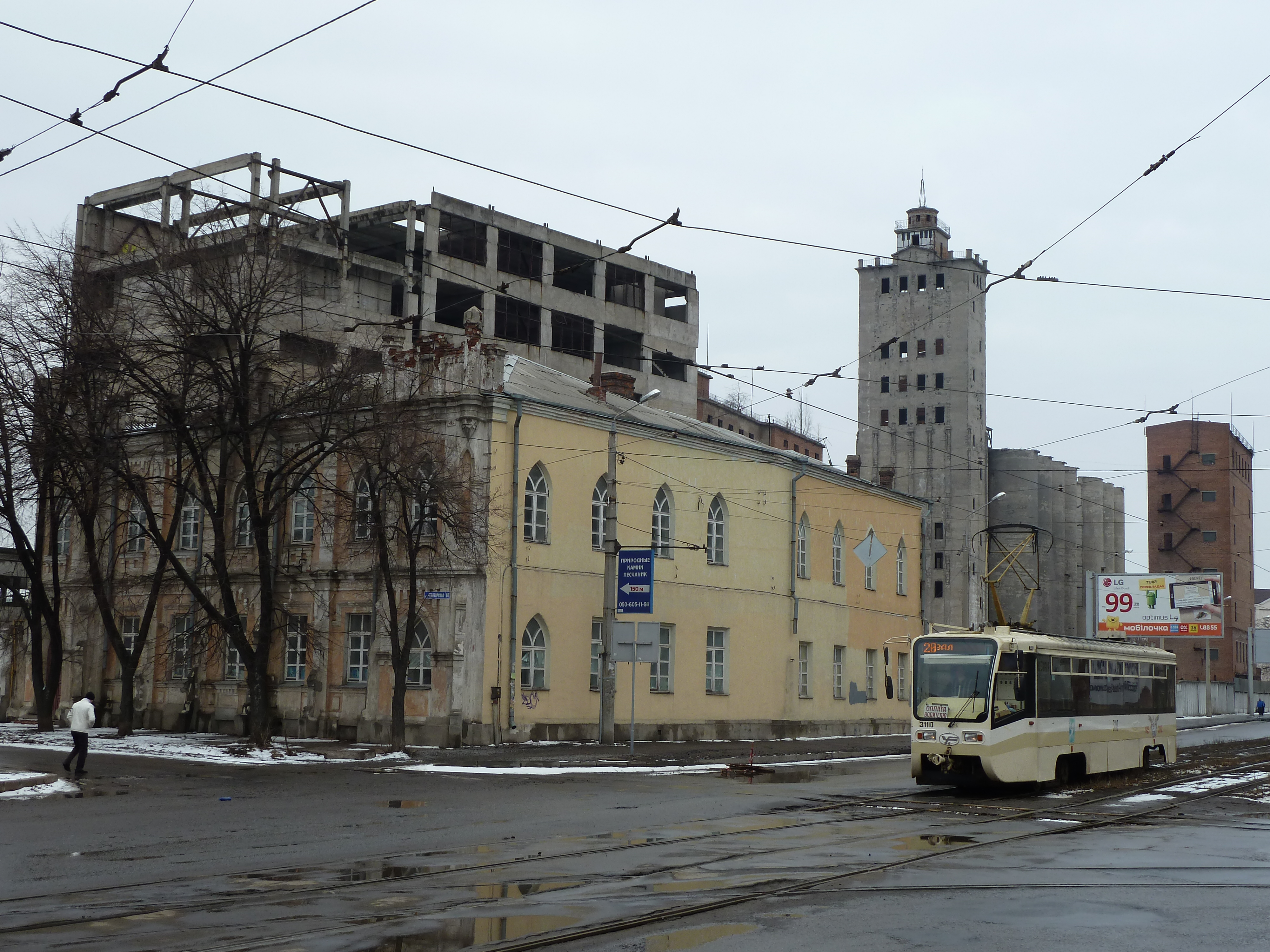
71-619КТ в Харкові

### Росія

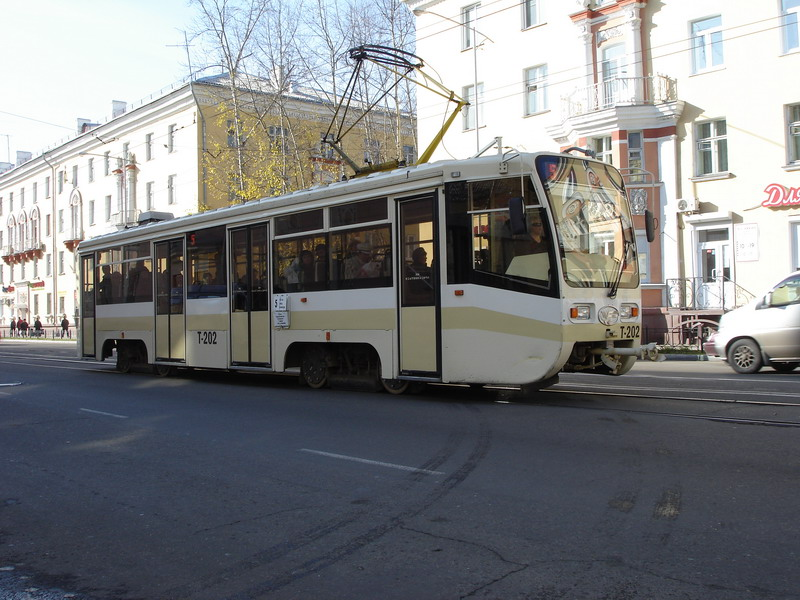
71-619КТ в Ангарську
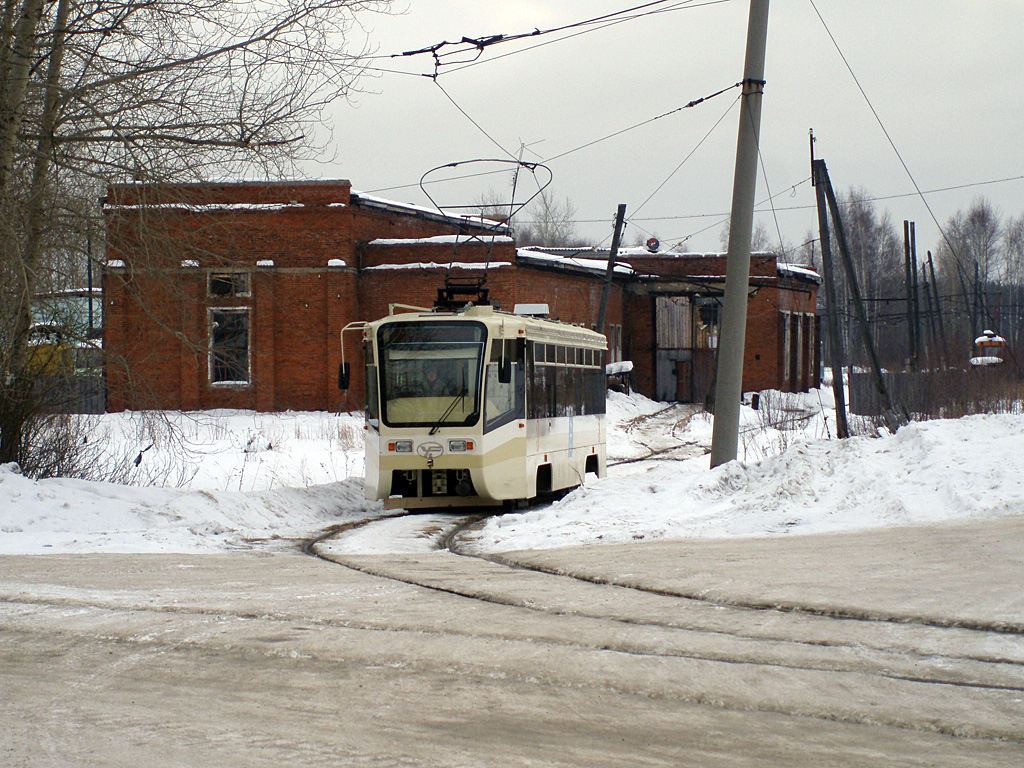
71-619КТ в Волчанську
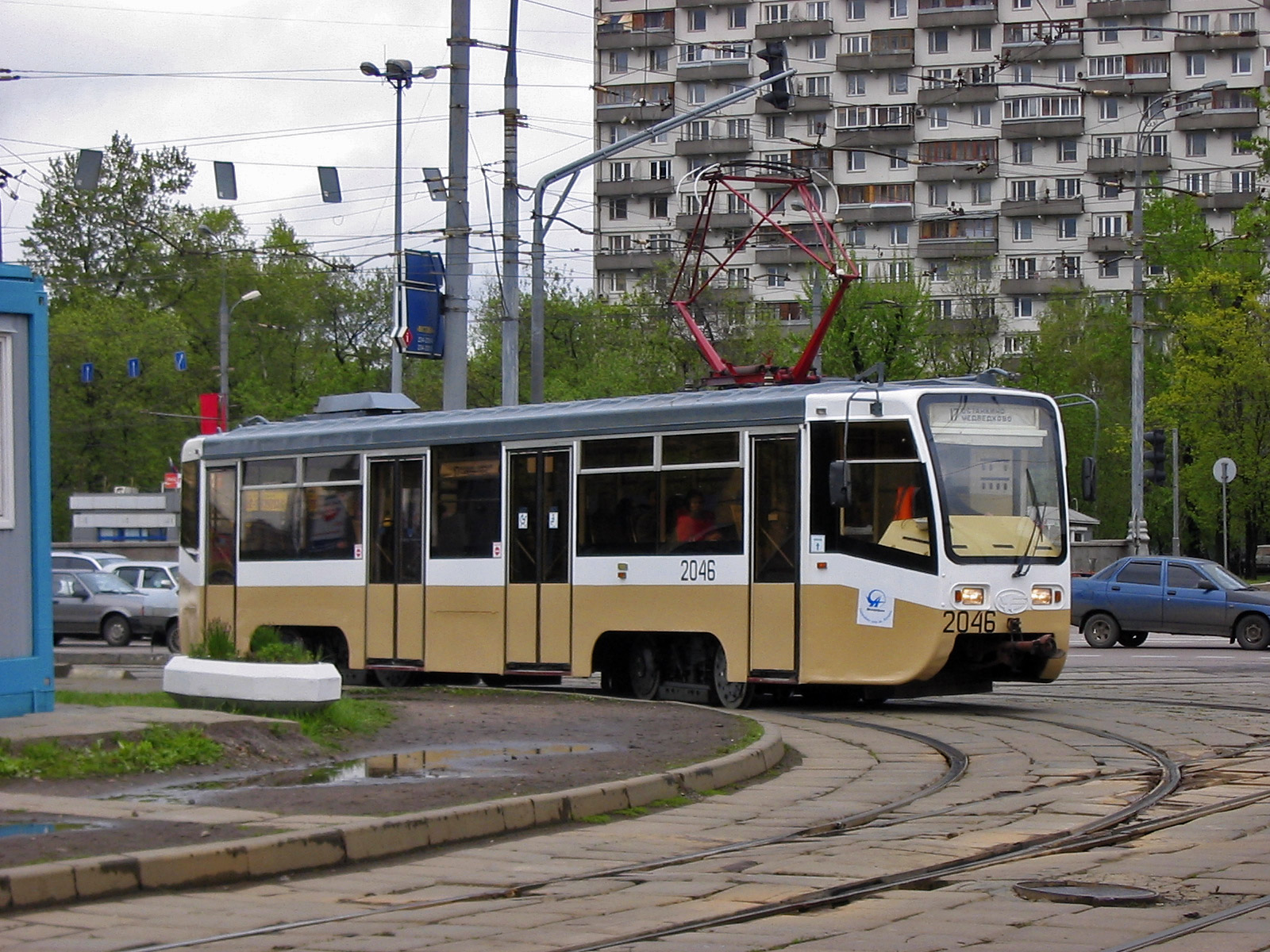
71-619К в Москві
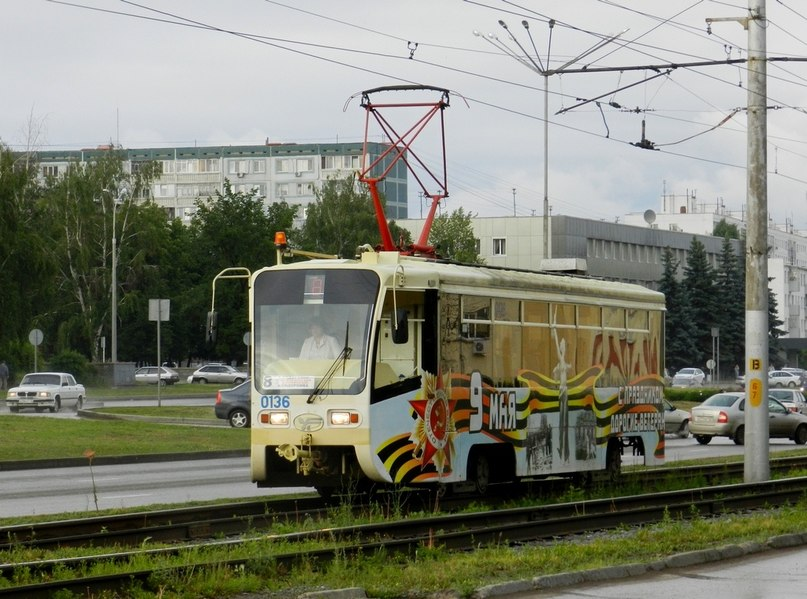
71-619КТ в  Набережних Челнах
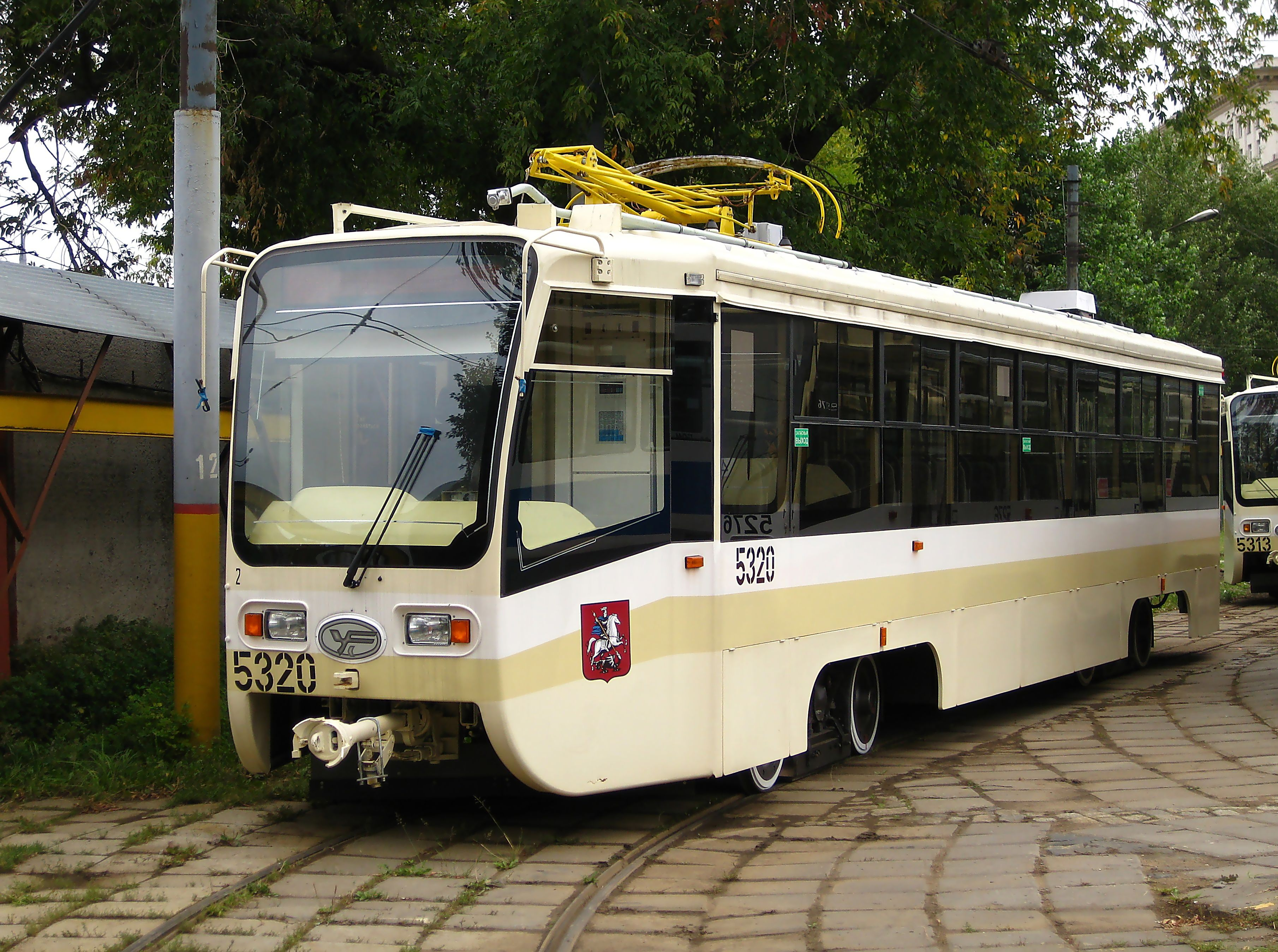
71-619А в Москві (оснащений двигунами потужністю 55 кВт)
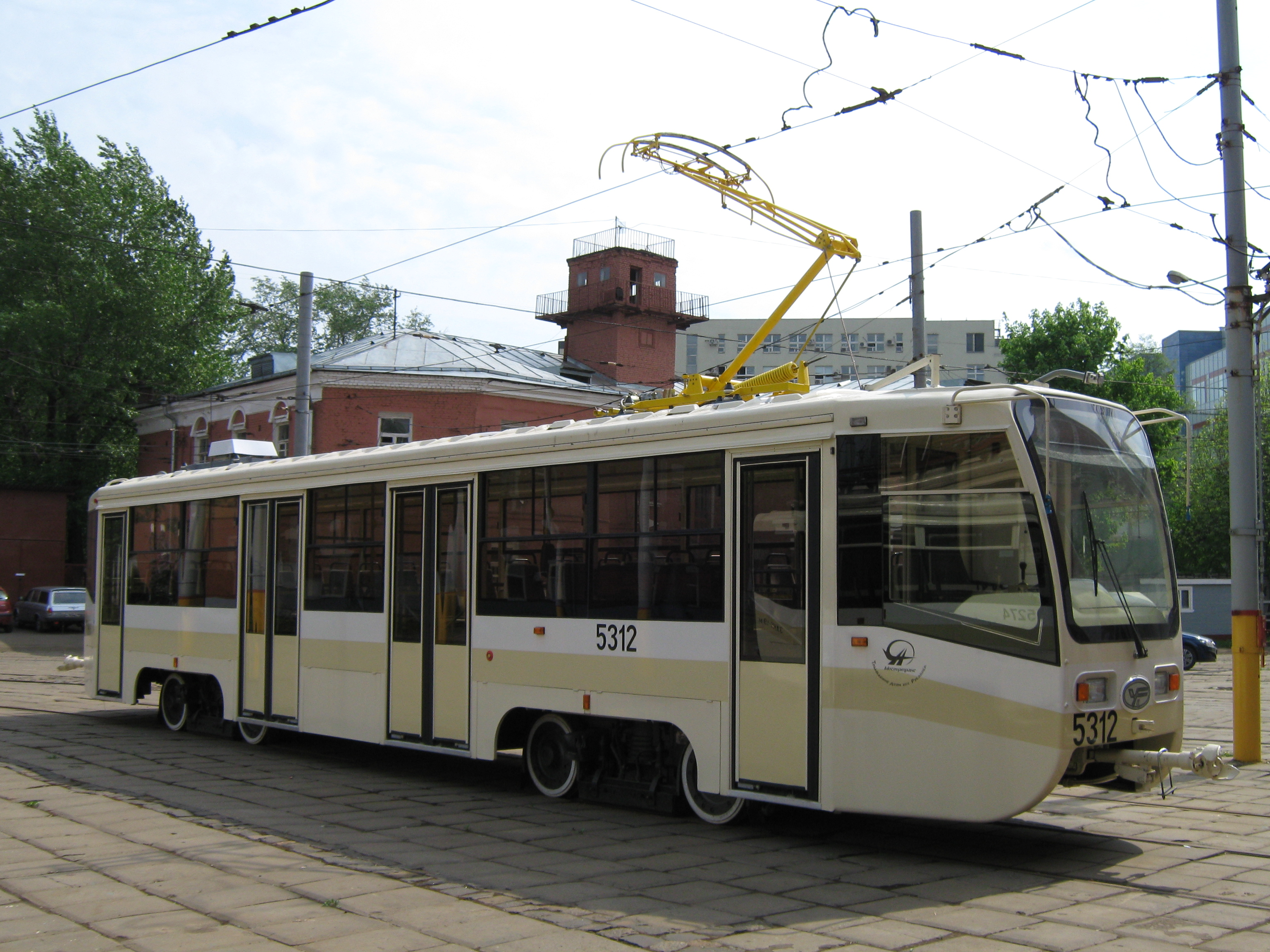
71-619А-01 у Москві
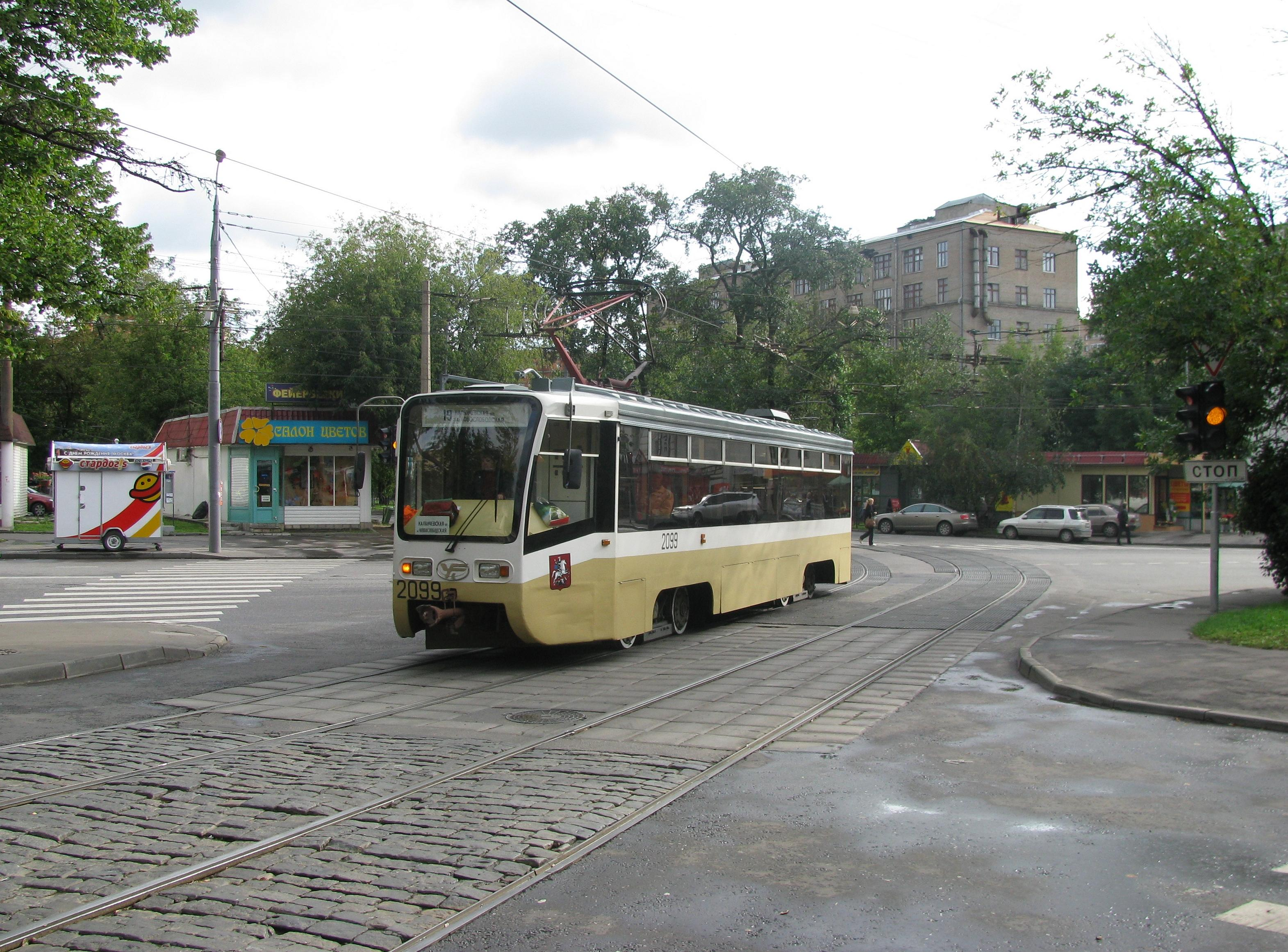
71-619КТ у Москві
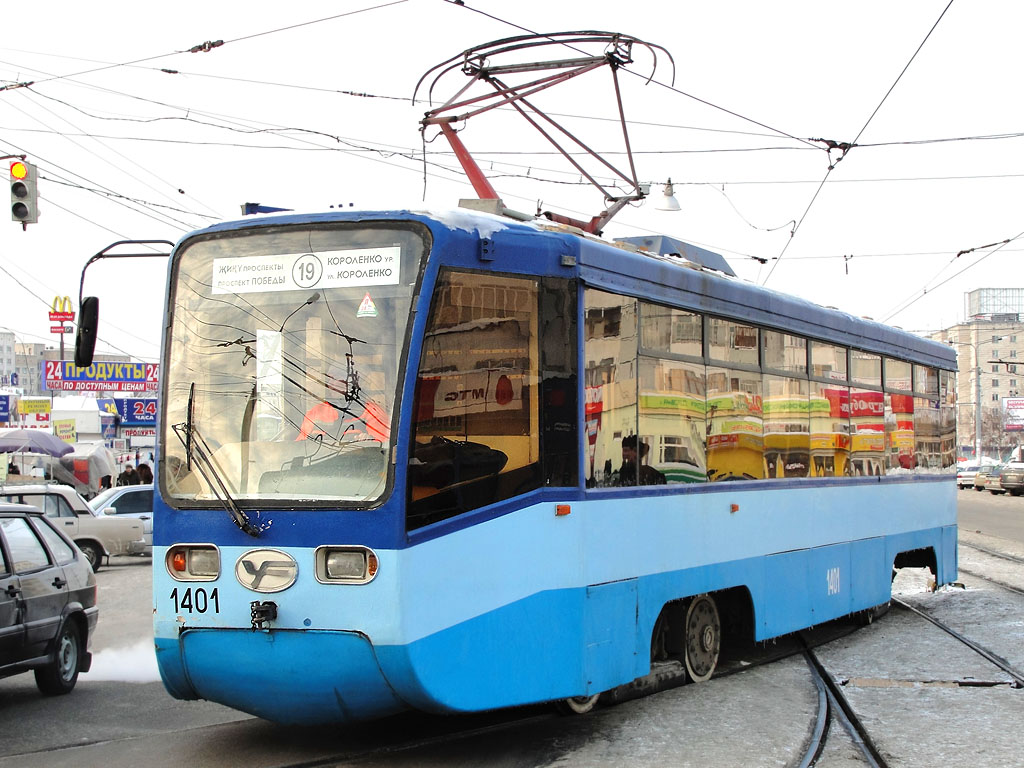
71-619К-01 в Казані
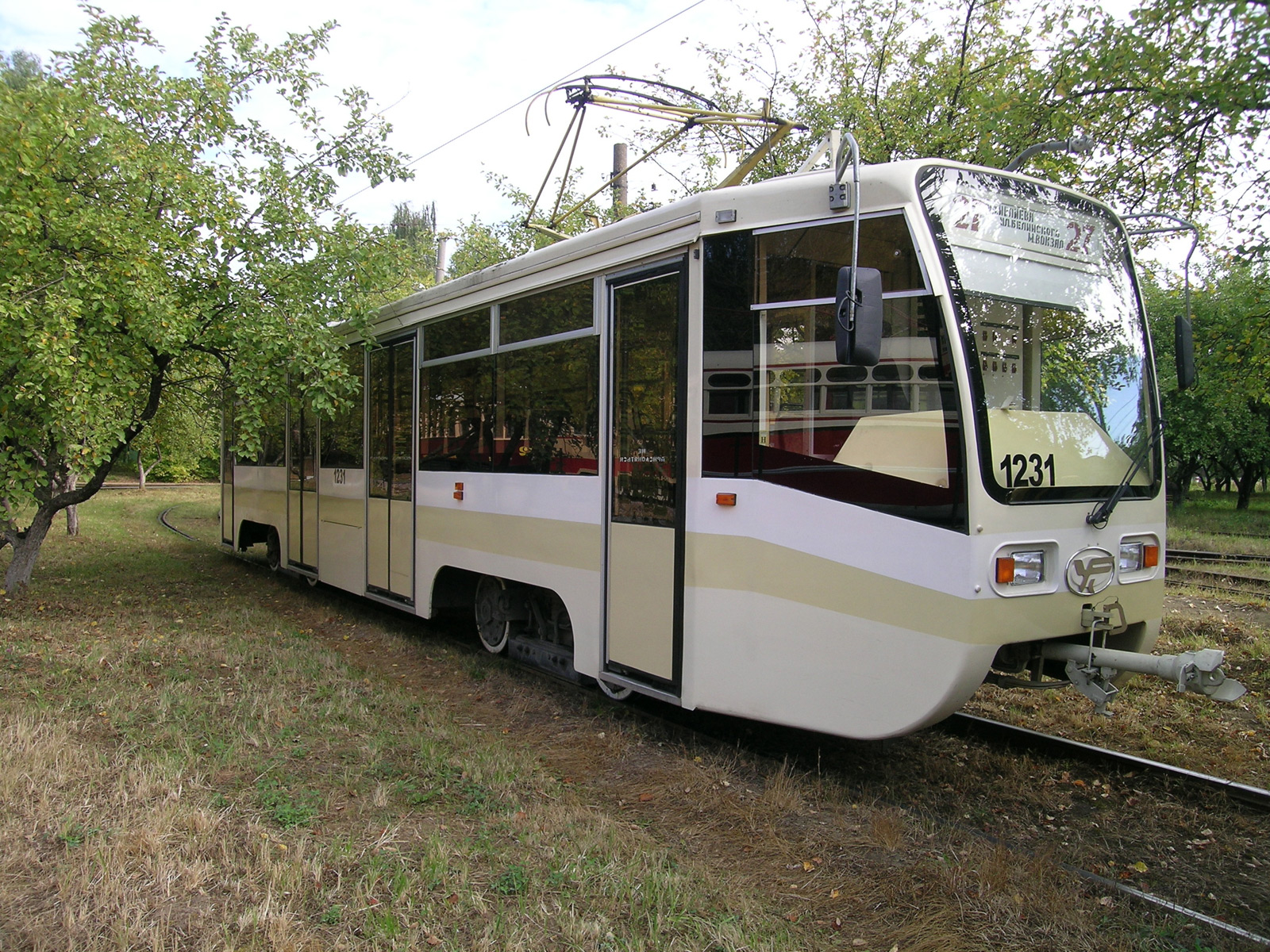
71-619К в Нижньому Новгороді
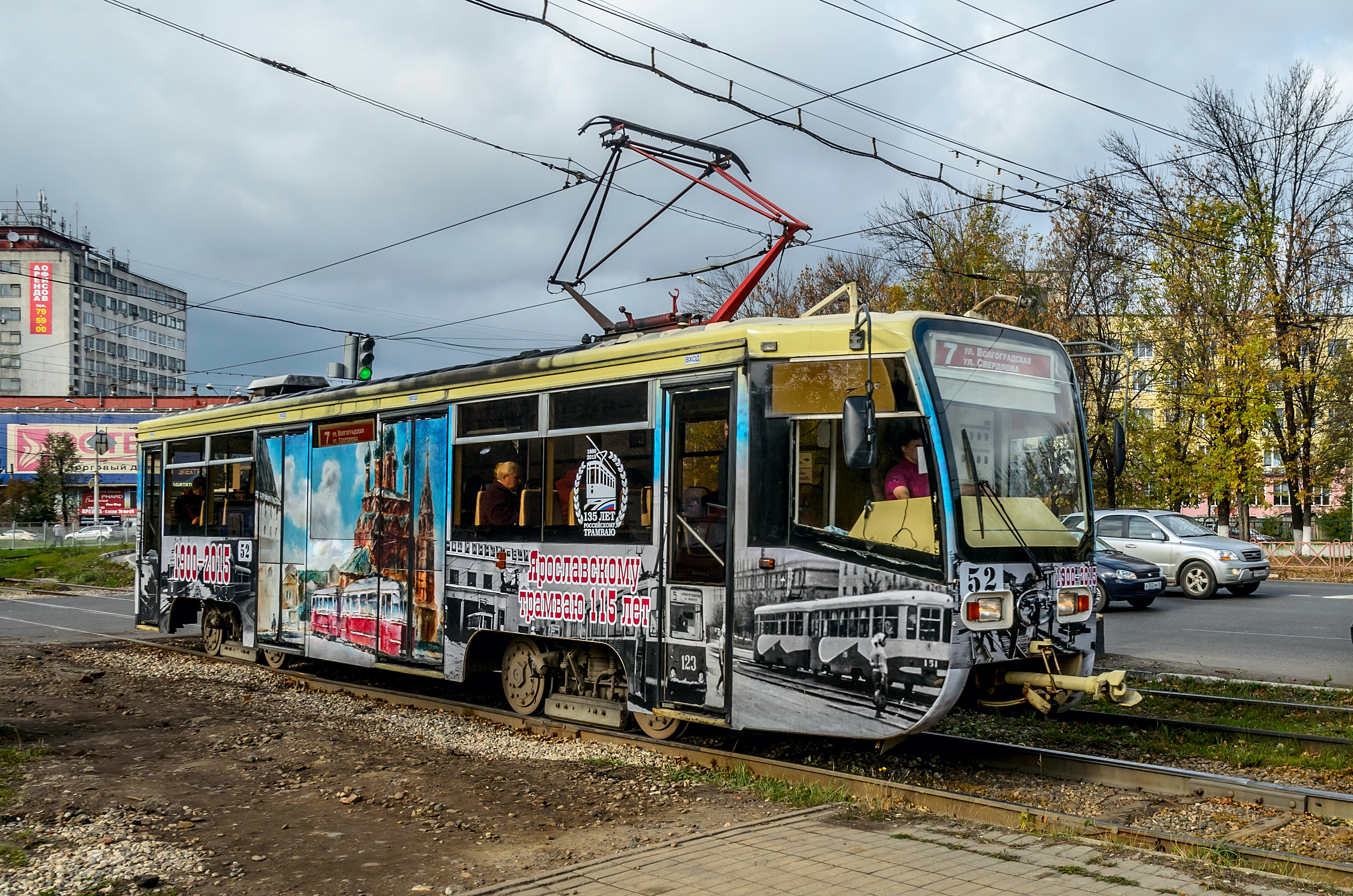
71-619КТ в Ярославлі
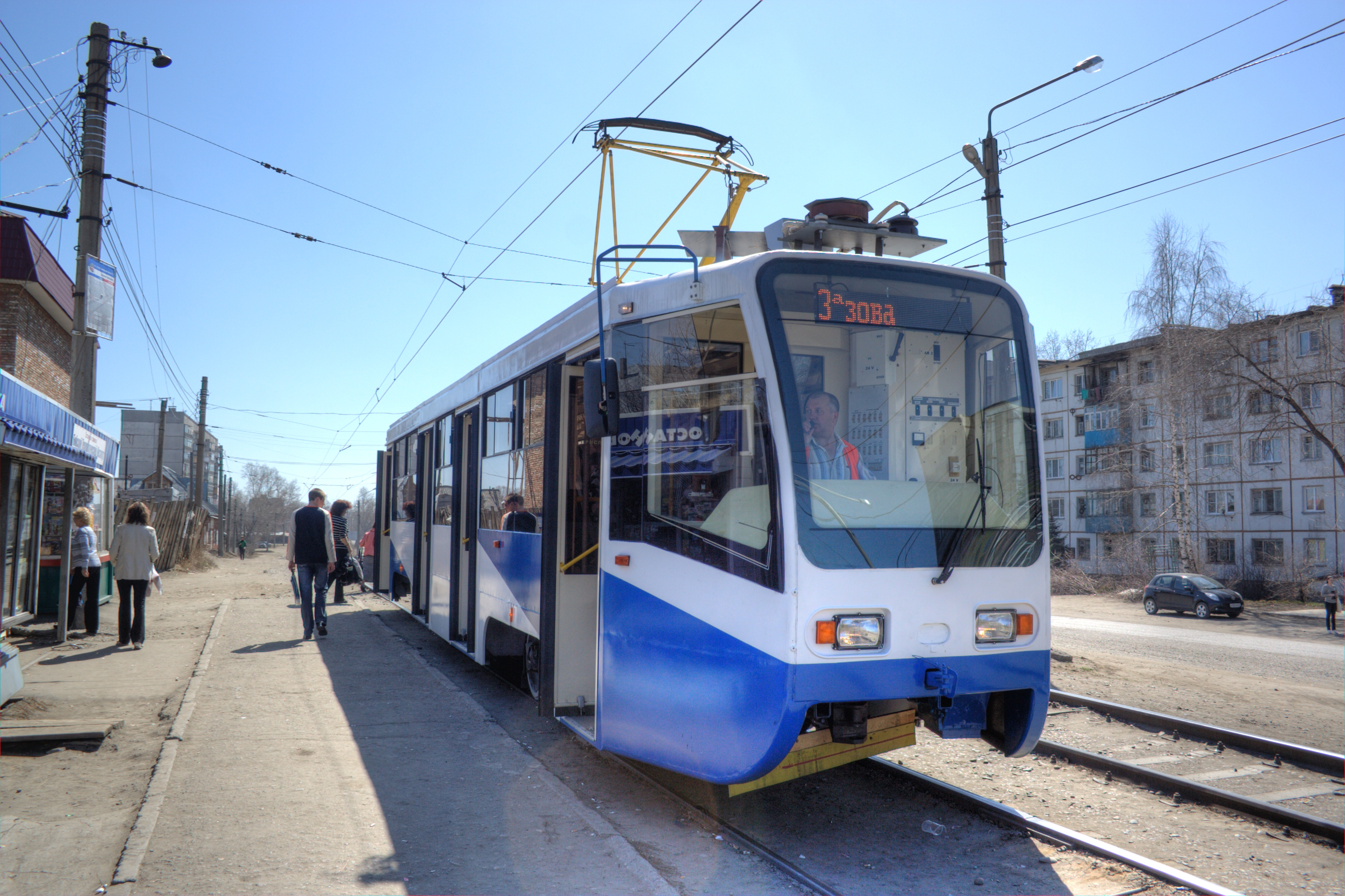
71-619 в Бійську (забарвлення кольору «Алтайелектротранс»)
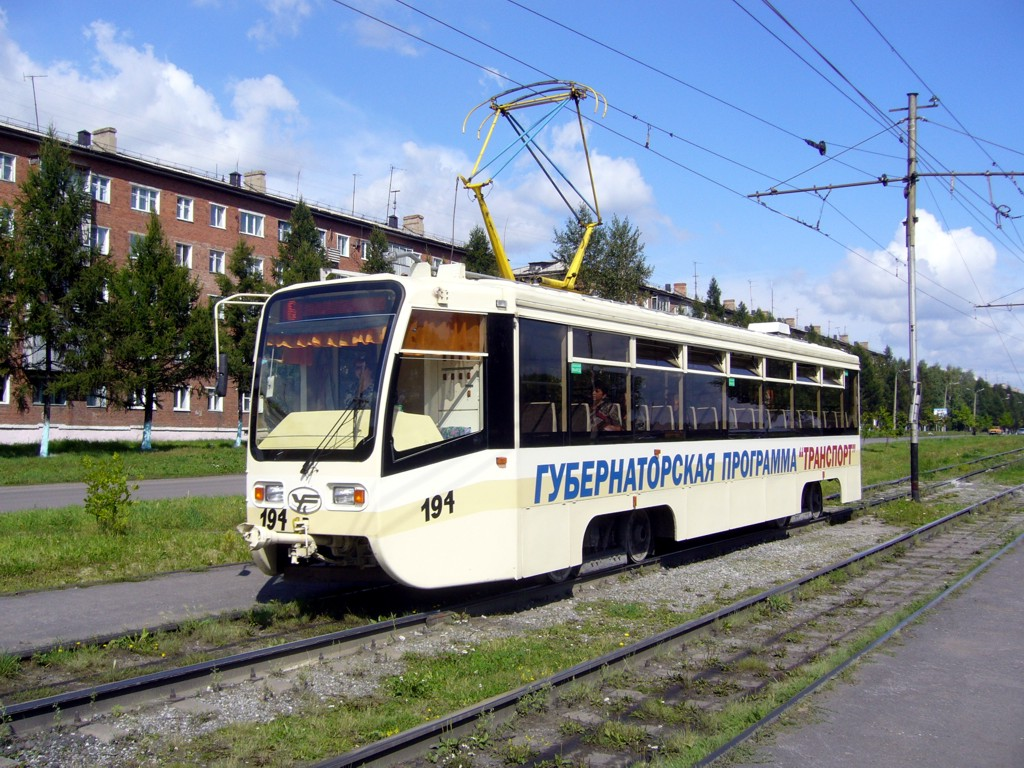
71-619КТ в Прокоп'євську
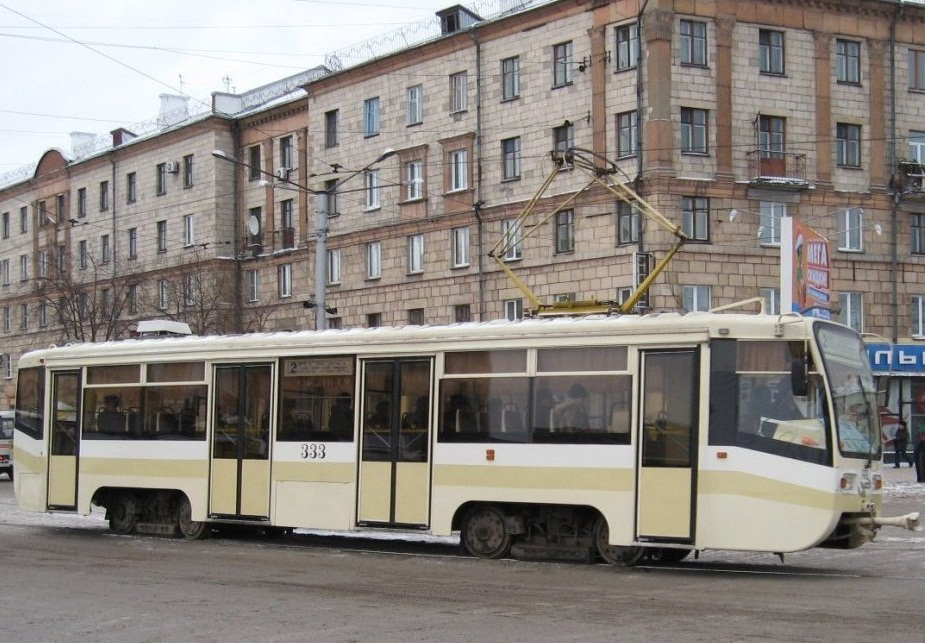
71-619КТ в Новокузнецьку
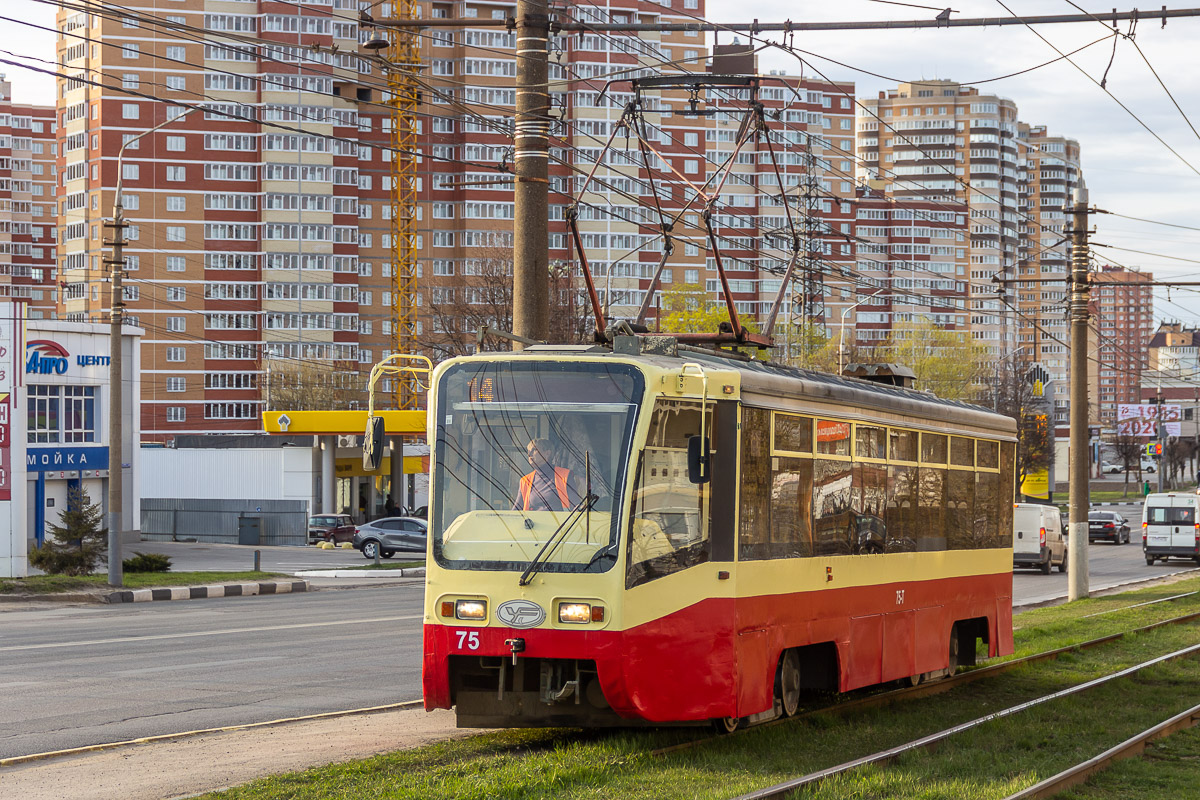
71-619КТ в Тулі

### Узбекистан

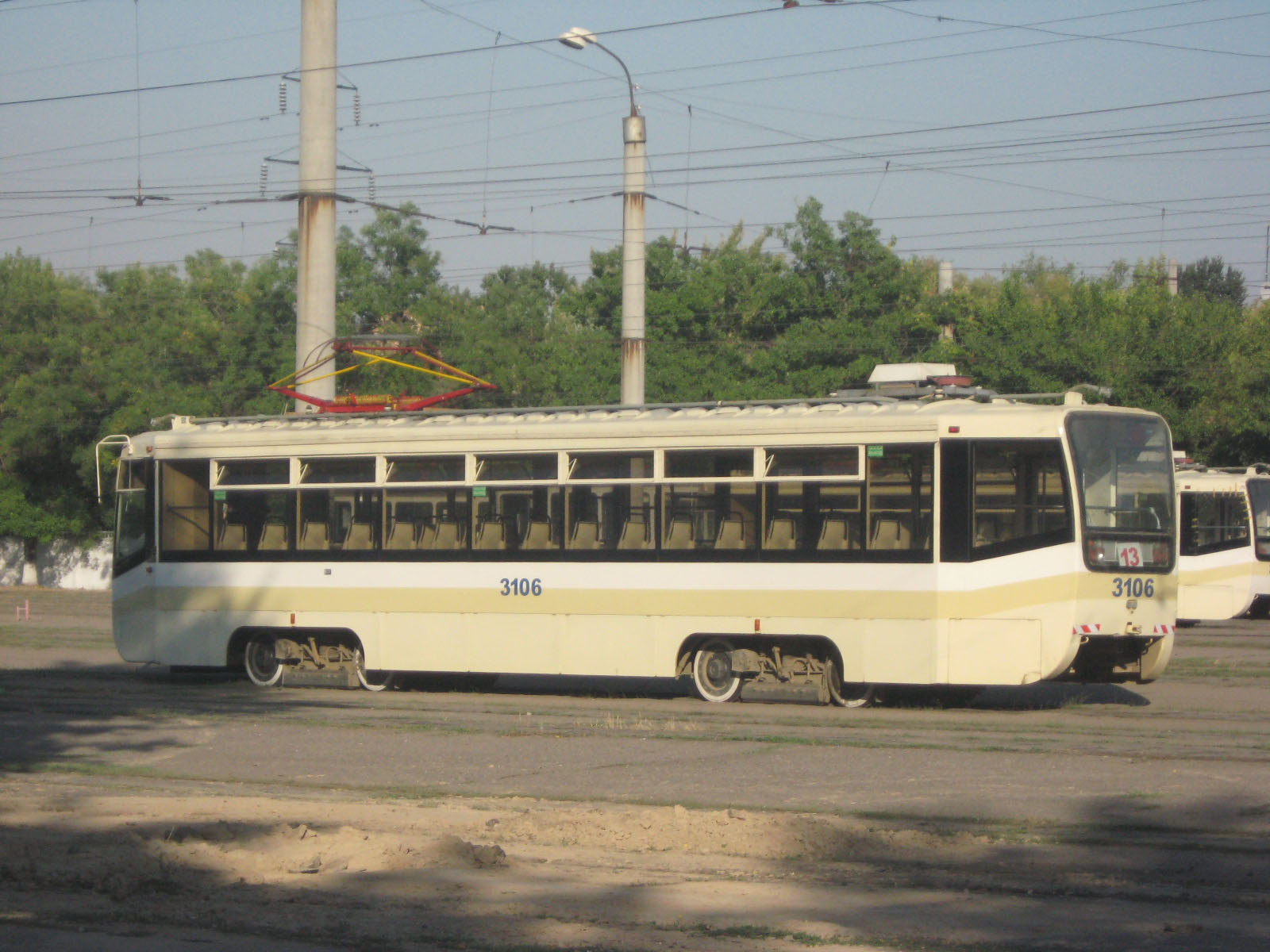
71-619КТ в Ташкенті
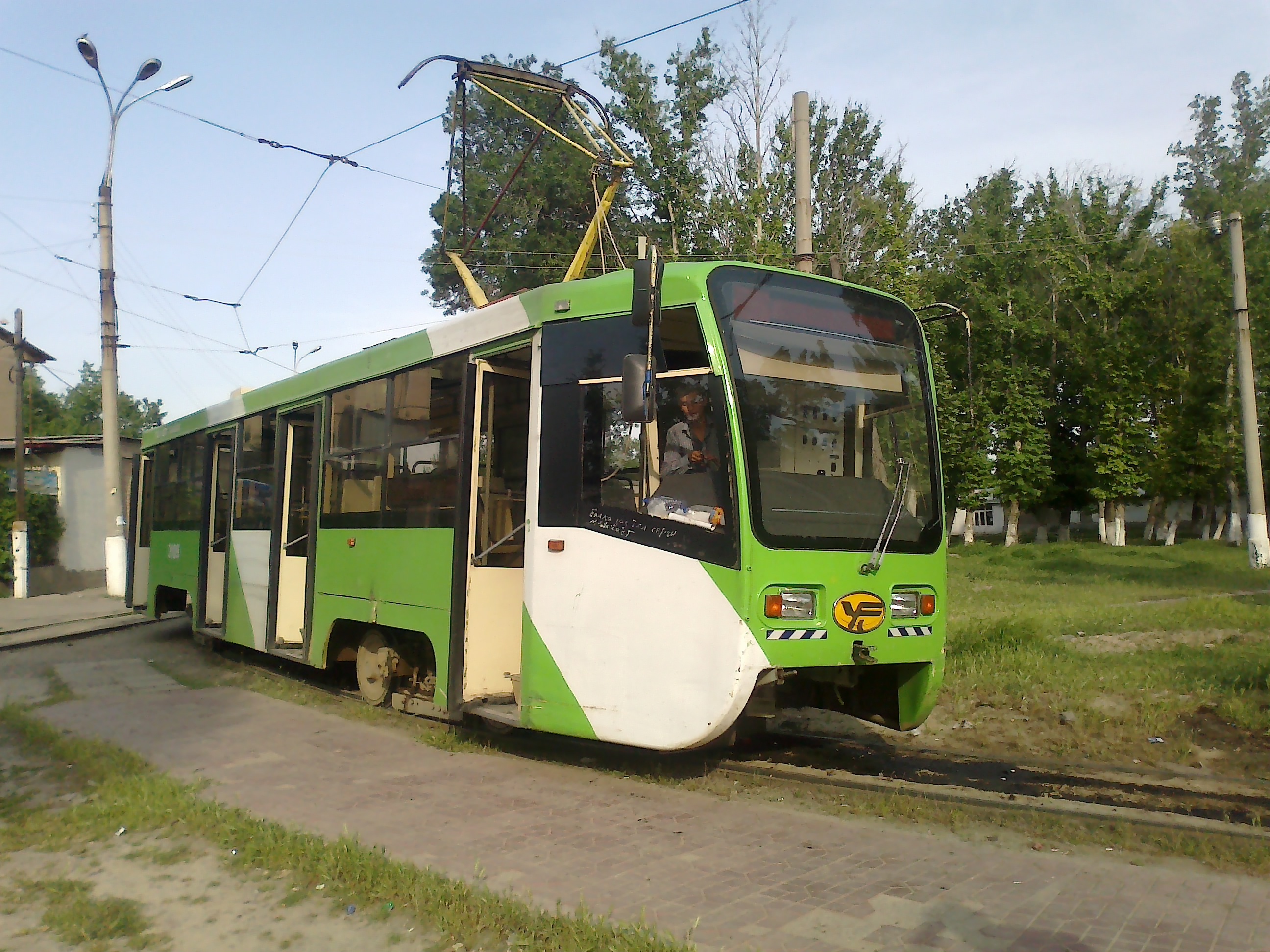
71-619КТ в Ташкенті